# 중화인민공화국
중화인민공화국(중국어 간체자: 中华人民共和国, 정체자: 中華人民共和國, 병음: Zhōnghuá Rénmín Gònghéguó 중화런민궁허궈[*])은 동아시아에 위치한 국가로 대한민국에서는 줄여서 중국(중국어 간체자: 中国, 정체자: 中國, 병음: Zhōngguó 중궈[*])이라고 부르고 있다. 수도는 베이징시, 최대 도시는 상하이시이며, 이 밖의 주요 도시로는 광저우시, 난징시, 시안시, 푸저우시, 칭다오시, 충칭시, 홍콩 등이 있다.
근대 중국에서는 1911년 국민당 정부가 들어섰으나 정치적 혼란이 이어지면서 각지에서 군벌정부가 권력을 휘두르는 군벌 시대로 돌입하게 되었다. 이후 소련의 지원을 받으며, 5·4 운동의 반제국주의 강령을 중심으로 창당된 중국공산당은 1920년 이후 세력을 급격히 키웠고, 국민정부과 계속해서 내전을 벌였다. 중일 전쟁 이후 중국 대륙의 주도권을 두고 1946년 제2차 국공 내전이 발발하였고, 그 결과 타이완 등 일부 지역을 제외한 영역이 공산당 측으로 넘어가 1949년 10월 1일 마오쩌둥을 초대 중국공산당 주석으로 하여 베이징에서 중화인민공화국의 성립이 선포되었다.
소련의 막대한 영향력을 받는 중국공산당은 마오쩌둥으로 대약진 운동을 펼쳤고, 문화 대혁명도 실시하며 사회주의 국가의 틀을 굳히려 하였다. 다만 대약진 운동도 경제 성장으로 이어지지 못해 실패하였고, 문화 대혁명도 수많은 국가적, 문화적 피해와 민간인 피해를 남겼다. 이 과정에서 공산당은 사회주의의 한계를 실감하게 되었고, 이후 소련의 영향력이 낮아지면서 덩샤오핑의 지도로 개혁·개방을 시행하면서 시장경제체제가 도입되어 자본주의 경제 체제를 받아들였다. 덩샤오핑은 흑묘백묘론을 내세우며 광활한 영토와 막대한 인구를 바탕으로 급격한 경제성장을 이루어냈고, 화평굴기를 외교 기조로 삼아 평화로운 공존 및 팽창 정책을 추구하였다. 이에 중국과 미국은 투키디데스의 함정 상황에 놓여있다는 평가가 있다.

## 국명
국명의 약칭은 중국(中国)이고 중화(中华)라고 부르기도 한다. 그 밖에도 국외에서는 중공(中共)이라고 부르기도 한다. 중공은 본래 중국공산당의 약칭이지만, 중화인민공화국 헌법에서 중국공산당을 중화인민공화국의 집권 정당이라고 규정하고 있기 때문에 중국공산당 정부의 의미로도 사용한다.
건국 초기에는 1949년 이전의 시대를 구중국, 중화인민공화국 건국 이후를 신중국으로 구분해 부르기도 하였다. 1949년 국공 내전 이후 중화인민공화국은 분단국가로서 하나의 중국 원칙에 따라 중국의 합법 정부는 자국임을 표방하므로, 중화민국의 독립적 지위를 인정하지 않는다.

## 기원

### 하나라

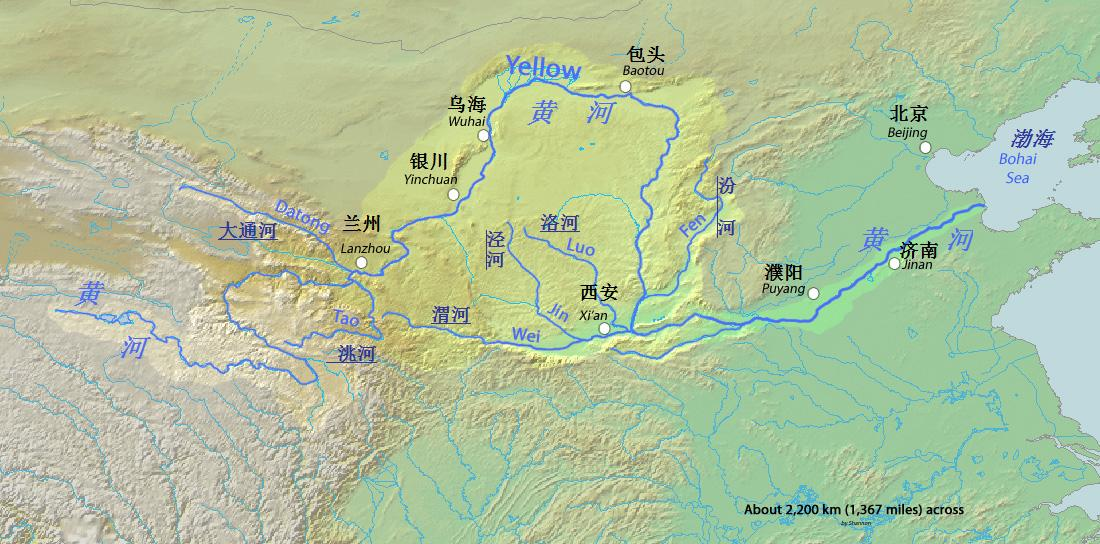
황하

고고학계는 대략 224만 년에서 25만 년 전 사이부터 중국에 사람이 거주하기 시작하였다고 추측하며, 베이징에서는 불을 사용한 호모 에렉투스의 유골이 발견되어 베이징 원인이라 불리기도 하였다.
중국 고전에 의하면 중국의 첫 왕조는 기원전 2100년에 등장한 하나라이다. 하나라는 처음으로 중국에서 세습 군주제를 정립하였으며 이후 몇 천년간 이어내려 가는 왕조제의 기틀을 잡았다. 다만 하나라의 존재 자체는 중국 역사학계에 의하여 주장될 뿐, 실제로 하나라의 실존 여부를 증명할 역사적인 사료는 제대로 발굴된 바가 없다. 현재까지 고고학적으로 완벽하게 입증된 첫 중국 왕조는 하나라의 뒤를 이은 상나라이다. 상나라는 기원전 17세기부터 11세기까지 황하 유역을 다스렸다. 그들이 남긴 갑골문은 지금의 한자의 원형으로 일컬어진다. 상나라는 그 뒤를 이은 주나라에 의하여 멸망 당했고, 주나라는 11세기부터 5세기까지 지속하였다. 다만 이때 중국은 중앙집권체제가 아니라 봉건 제후들의 힘이 강해졌으며, 강력한 몇몇 제후들은 아예 주나라의 통치를 거부하고 300여 년 동안 춘추전국시대를 일으키며 천하의 패권을 다투었다. 5세기와 3세기 동안 춘추전국시대가 끝날 즈음에 이르자, 중국에는 가장 강력한 7개국만이 남아있었다.

### 전국시대와 청나라
춘추전국시대는 진나라가 나머지 6개국을 양첸이통합하며 천하를 통일하며 끝났다. 진나라의 군주였던 영정은 자신을 진나라의 시황제로 불렀고, 법치주의에 입각한 개혁을 진행하여 도량형, 문자, 도로, 통화 등을 통일하였다. 다만 15년 밖에 지속하지 못하였고, 시황제가 죽은 이후에는 곳곳에서 진나라의 가혹한 통치에 대항하여 반란이 일어나 멸망하고 말았다.
진나라가 힘을 잃자 전역에서 내전이 벌어졌고, 이 내전에서 초나라 출신 유방이 패권을 얻어 한나라를 세웠다. 한나라는 진나라에 비하여 지방분권적인 제도를 실시하고 법가를 공자가 개창한 유가로 바꾸었으나, 진나라의 법과 제도들은 대부분 한나라와 그 후계 왕조들 에게까지 전해 내려갔다.
한나라 말기, 위나라,촉나라, 오나라로 삼국이 나뉘어 졌다. 삼국 시대의 끝에는 결국 위나라가 승기를 잡았으나, 얼마 지나지 않아 진나라에 의하여 멸망 당했다. 다만 진나라도 얼마 지나지 못하고 내부분렬(8왕의난)과  이민족 침공으로 멸망하였고, 이민족중  오호가 북부에서 중국으로 침략해 들어와 16국을 세웠다. 이후 이민족이 통합되어 화북을 점령하여 북위를 세웠고 더, 한편 한족들은 밀려내려가 남부에서는 송나라가 세워졌다. 이 나라들은 이후에도 흥망을 거듭하며 건국되고 멸망하기를 반복하는데, 이시기를 남북조 시대라고 한다. 이민족인 북주와 북제는 남조를 자주 침략하였고 이후 북주에서 581년에 수나라로 이어져 남조를 멸망시켰다. 농업을 장려하였고 대운하를 파 무역을 촉진하였다. 수나라는 지나치게 많은 공공 공사를 추진하여 결국 국민들의 불만이 쌓이며 반란이 일어나 멸망하였다. 거란족 등 이민족의 침입을 받아 시달리다 당나라는 8세기에 일어난 안사의 난으로 크게 약화되었고, 결국 절도사들이 분열되어 약화되었고 후량에 당나라를 선양하게 된다. 하지만 당나라와 후량은 907년에는 거란족에 의해 멸망하였다. 거란족에 의해 남쪽으로 밀려난 한족은 송나라를 건국하였다. 하지만 요나라에 의해 송나라는 지속적으로 침략을 받아 조공하게 되었고 이후 금나라에 의해 북송이 멸망하게 되었다.
10세기와 11세기 사이 송나라는 유교를 장려했으며 철학과 예술, 도자기 기술 등을 크게 진흥하였다. 허나 지나치게 문치에 입각한  송나라의 정책은 군대의 약화를 불러왔고, 결국 북부에서 기회를 엿보던 여진족의 금나라에게 공격을 받고 말았다. 1127년, 송나라 휘종과 수도 변경이 금나라에 함락되어 잡혀갔고, 송나라의 유신들은 남쪽으로 후퇴하여 남송을 세웠다.
13세기에는 몽골족들이 크게 발흥하여 중국을 침입하였다. 1271년, 몽골의 쿠빌라이 칸이 원나라를 세웠고, 1279년에는 송나라의 잔재를 모두 부수었다. 몽골 침략 이전에 많았던 송나라의 인구는 학살로 인해 급격히 줄어 들었으나 경제, 군사적으로 황금기를 맞았다. 그러나 원나라는 지나친 인종주의와 차별 정책으로 한족의 반발이 심했다, 1368년에 주원장이 명나라를 세웠다. 하지만 남왜북로에 의해 남쪽에는 왜구의 침략이 심하였고 북쪽에서는 이민족의 침략이 심하였다. 명나라 초에 난징에서 베이징으로 수도를 천도하기도 하였다. 왕양명과 같은 유학자들은 정통 유학을 비판하고 개인주의와 실용주의와 같은 가치들을 도입하고자 하였다. 후기에는 황제들이 국정을 방만하게 운영하자 신료들이 힘을 얻어 관료제적 요소가 강해지기도 하였다. 다만 명나라는 임진왜란에 군대를 파병하고 만주족들이 침입해오며 점차 무너지기 시작하였다.
1644년에 베이징은 이자성이 이끄는 반란군에 점령당했고, 만주족이 후금을 일으켜 이자성을 죽이고 베이징을 점령하자 명의 마지막 황제인 숭정제는 자금성 경산에서 목을 매어 자살하였다. 이후 수백년간 만주족이 중국을 식민 지배하였다.
청나라는 1644년부터 1912년까지 지속하였으며, 중국의 마지막 왕조 국가였다. 청나라 초기에 명나라의 잔재들을 정복하였고, 명나라의 2500만 명의 한족들을 학살하였다. 마지막 남명까지 멸망시키고 중국을 통일시킨다. 변발 등 만주족의 문화를 한족들에게 강요하였고 한족들의 반청 감정을 완화하기 위하여 상업을 장려하고 농업을 촉진, 중앙집권화를 추진하였다. 청나라는 문자의 옥을 일으켜 자신들의 입맛에 맞지 않는 문학들을 불태우거나 탄압하였는데, 이 때문에 기술과 문학의 발전이 정체되기도 하였다. 19세기 중반부터 청나라는 아편 전쟁을 통하여 프랑스와 영국 등 서구 열강들과 갈등을 겪었다. 이 때문에 치외법권, 홍콩 통치권 등을 임대할 수 밖에 없었으며 불평등 조약들을 연이어 맺으며 국력을 깎아 나갔다. 게다가 청일전쟁에서 청나라는 한반도에 대한 영향력을 잃었으며, 일본에게 타이완섬을 주어야만 하였다. 청나라는 점차 불안정해졌고, 수 천만 명의 사람들이 특히 백련교의 난으로 인하여 목숨을 잃었다. 게다가 1850년대에는 태평천국의 난이 일어나며 중국 남부에 대대적인 소요가 일어났고, 결국 청나라도 1860년대에 자강변법 운동을 통하여 개혁을 실시하였으나 결국 1880년대와 90년대에 군사적인 패배를 겪으며 실패로 드러나고 말았다.
19세기, 1876년에 대기근이 발생하며 청나라는 점차 멸망의 길로 빠져들었다. 대략 9백만 명에서 1300만 명의 사람들이 죽은 것으로 전해진다. 광서제는 입헌군주정을 만들기 위한 개혁정책을 실시하였으나, 보수적인 서태후의 반대로 실패하여 유폐되었고 게다가 의화단이 일어나며 청나라의 국력은 갈수록 약화되었다. 서태후도 나중에서야 상황의 심각성을 깨닫고 개혁을 실시하려 하였으나, 1911년에 신해혁명이 발발하며 결국 청나라도 멸망하게 되었다.

### 공화국
청나라는 서양 열강들에 의해 반식민지로 전락했었고 멸망하였다. 1912년 1월 1일에 쑨원의 주도로 중화민국이 건국되었고, 국민당은 중국 대륙의 임시 정부를 선포하였다. 하지만 중화민국 또한 서양 열강들의 반식민지에서 벗어나지 못하였다. 또한 일본 침략의 위협을 받고 있었다. 그러나 이후 중화민국의 주권은 옛 청나라의 장군이었던 위안스카이에게 넘어갔고, 위안스카이는 중화제국을 세우며 야심을 드러내었다. 그러나 국민들 사이에서 원망이 들끓고, 그의 세력 기반이었던 북양함대에서조차 반대 의견이 강해지자 결국 퇴위하였고 공화정을 재창립하였다.
1916년에 위안스카이가 죽은 이후, 중국은 정치적으로 갈래갈래 나뉘었다. 베이징에 수도를 둔 중화민국은 국제적으로는 정당한 합법정부로 인정받았으나, 실제로는 유명무실한 상태였고 군벌들이 각지에서 주권을 행사하고 있었다. 또한 서양 열강들의 반식민지가 된 중국에서 군벌들은 서양 열강들과 서로 협조하여 중국 인민들을 더욱 파탄에 몰아갔다. 이렇게 혼란과 소요가 지속되던 중, 1920년대 후반에 장제스의 지휘 하의 중국국민당이 북벌을 실시하여 중국을 재통일하였다. 국민당은 수도를 베이징에서 난징으로 옮겼고, 쑨원의 삼민주의에 근거한 개혁을 실시하여 중국을 현대적인 민주공화국으로 만들고자 하였다. 그러나 소련의 도움을 받은 공산당들이 산악 지역에서 힘을 키우며 준동하기 시작하였고, 1927년부터는 본격적인 내전이 터져 국민당과 공산당이 대대적으로 충돌하였다. 초기에는 국민당이 승기를 잡았고, 중국공산당은 대장정을 통하여 후퇴할 수 밖에 없었다. 허나 얼마 지나지 않아 일본 제국이 중국 본토를 침략하였고 장제스는 이에 맞서기 위하여 국공합작을 벌여 공산당과 손을 잡았다.
제2차 중일전쟁은 국민당과 공산당 사이에 불안정한 연합을 구성하게 내몰았다. 이 전쟁에서 일본 군대는 수많은 전쟁 범죄들을 저질렀으며, 총 2천만명에 달하는 민간인들을 무차별적으로 살상하는 등 인간으로서 할 수 없는 참극을 벌였다. 특히 난징 대학살 때에 일본군은 4만 명에서 30만 명에 달하는 민간인들을 학살하는 피바다를 만들기도 하였다. 1945년에 일본이 패망한 이후 중국은 일본의 식민지에서 해방되었으며 또한 서양 열강들의 반식민지에서도 해방되었다. 또한 타이완섬 등이 중국에게 되돌아왔으나 홍콩과 마카오 등은 아직도 서양 열강의 식민지로 남았었다. 중국은 명목상 승전국이었으나 오랜 전쟁과 내분으로 피폐해진 상태였고, 게다가 국민당과 공산당 사이의 곪은 불화가 일본이라는 공적이 사라지자 드디어 폭발하며 본격적인 내전이 다시 시작되었다. 국민당 주도의 중화민국은 1947년에 헌법을 제정하였으나, 워낙 사태가 불안정하여 헌법 규정 대다수가 중국 본토에서 제대로 시행되지 못하였다.

## 역사
제2차 국공 합작 이후 국민당은  지방군벌의  고질적인 부정부패, 통일적이지 못한 비효율적인 전술 등으로 인하여 공산당을 상대로 패색이 만연해졌고, 공산당은 곧 중국 본토 전역을 장악하였다. 국민당 주도의 중화민국은 결국 국부천대를 통하여 본토를 버리고 타이완성, 푸젠성 진먼도로 파천하였다. 마오쩌둥은 서양열강에서 패배하기만 하던 이전 중국에서 탈피하고 공산주의를 이념으로 하는 신(新)중국을 구상하였다.
당시 중화인민공화국에선 만주족과 몽골족 그리고 한족의 인구가 비슷하였다. 인구 80% 이상이 아무런 족보에도 해당되지 않는 백성이었다. 공산당은 아무런 "족"에도 포함되지 않는 인구 80%를 한족으로 편입시켰기 때문에 현재는 한족이 인구에 가장 많다.
1949년 10월 1일 베이징의 톈안먼 광장에서 마오쩌둥은 중화인민공화국 수립을 공식 선언하였다. 이 날을 중화인민공화국 국경절이라고 한다. 1950년에는 국민당이 차지하고 있던 하이난섬을 점령했으며 중국 본토 대부분을 장악하는 데에 성공하였다. 그해 마오쩌둥은 “5억 중국 인민이 분연히 일어나 혁명을 이룬 만큼 국가 건설의 과제를 달성하는 데 매진해야 한다”라고 선언하였다. 그러나 혁명에 성공한 마오쩌둥은 이른 시일 내에 온전한 국가를 건설해야 한다는 조급증에 시달리게 된다. 중국공산당은 거의 1백만~2백만 명의 지주들의 땅을 몰수하고 그 토지들을 농민들에게 나누어주며 큰 호응을 얻었으며 독자적인 산업 정책을 펴고 핵무기도 개발하기 시작하였다. 이 때문에 중국의 인구는 1950년대에 5억 5천만 명이었던 데에서 1974년에는 9억 명에 이르렀다. 마오쩌둥 시대의 중국은 공산주의 사회 건설을 추진하면서 인민공사와 전국적인 대약진 운동을 실시하였는데, 중국의 현실을 무시하고 무리하게 진행된 급진적이고 무모한 대진 운동은 농촌부의 황폐화로 인해 식량난과 3천 5백만 명에 달하는 대량의 아사자를 발생시키며 결국 실패로 끝났다.
그 후 경제를 재건할 방법으로 마오쩌둥과 류사오치가 대립하였고, 마오쩌둥은 권력 탈환을 위해 문화 대혁명을 일으켰다. 혁명 중 마오쩌둥으로부터 반혁명파로 규정된 많은 사람이 탄압당하거나 학살되어, 국내는 일시 내란 상태가 되었다. 또 중국 각지의 귀중한 전통 문화재도 반혁명적인 존재로 간주되고 파괴되었다. 문화 대혁명은 1976년에 마오쩌둥의 죽음과 함께 종결되었다. 한편 1971년 10월에는 공산당의 중화인민공화국이 본래의 국민당 주도의 중화민국을 밀어내고 국제연합에서 중국의 대표권을 찾아갔으며, 상임이사국 지위도 함께 획득하였다. 마오쩌둥이 죽은 직후, 4인방이 마오쩌둥 대신 문화대혁명의 책임을 지고 체포되었고, 화궈펑이 그의 뒤를 이었다. 화궈펑 이후에는 덩샤오핑이 1978년에 권력을 잡았고, 대대적인 경제 개방, 개혁 정책을 실시하였다.

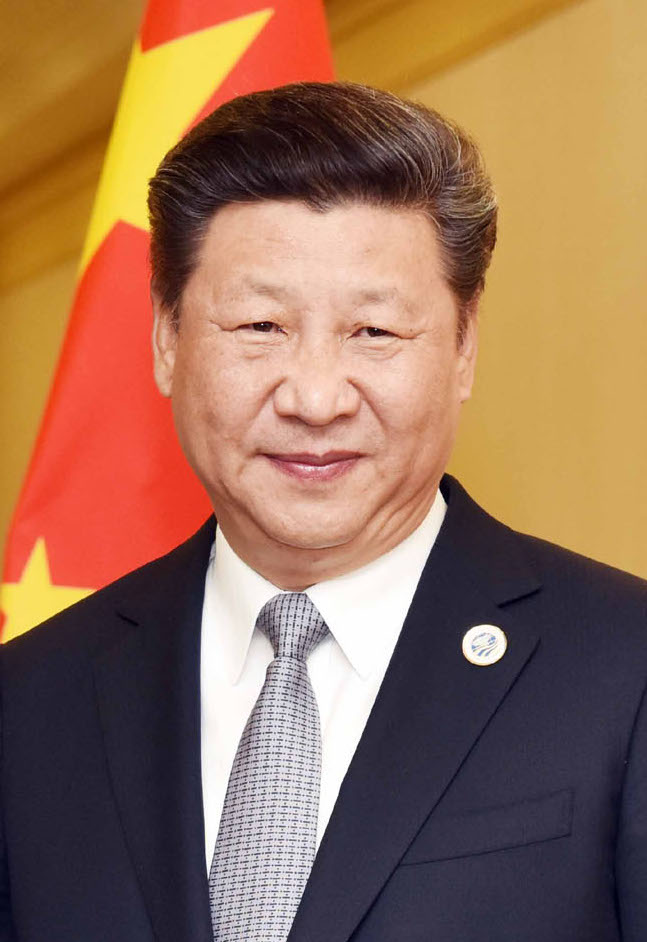
시진핑 중국공산당 총서기

덩샤오핑의 개혁 정책과 함께, 소련의 붕괴 이후부터 중화인민공화국은 더욱 자유롭게 미국과 서방 세력에 개방적인 정책을 펼 수 있었다. 덩샤오핑 시대의 중국은 중국공산당의 일당 독재 체제를 견지함과 동시에, 혼합경제를 도입하는 등 경제 개방 정책을 실시하여 중국의 현대화를 진행했고 이를 계기로 중화인민공화국은 경제와 국방이 빠르게 발전했다. 다만 경제의 민주화와 함께 정치의 민주화에 대한 목소리도 함께 높아졌는데, 1989년, 중국은 민주주의를 요구하는 학생들과 시민들의 시위를 억압하며 천안문 사건을 일으켰고, 이로 인하여 세계 각국의 지탄을 받았다.
장쩌민, 리펑, 주룽지 등의 지도자들이 1990년대 중국을 이끌었다. 중국은 이 시기에 눈부신 경제 성장을 보여 1억 5천만 명에 달하는 빈민들을 가난에서 구제하였으며, 매년 11.2%에 달하는 기록적인 경제 성장률을 보였다. 2001년에는 세계무역기구에 가입하였으며, 2000년대에도 후진타오 총서기과 원자바오 총서기의 영도 하에 높은 경제 성장률을 유지하였다. 허나 지나치게 빠른 성장은 자원과 환경을 심각하게 고갈시켰고, 사회적 빈부격차와 불안정과 같은 부작용들도 함께 불러왔다. 중화인민공화국은 2010년에 일본을 제치고 세계 2위 경제대국으로 올라섰고, 1인당 GDP는 4,000달러를 넘기는 데에 성공하며 기존의 계획보다 10년보다 앞당긴 시점에 목표를 이룩하였다.
현재의 지도자인 시진핑 총서기은 2012년부터 집권하고 있다. 시진핑은 국가원수의 3연임을 금지하는 헌법을 폐기하며 장기 집권의 길을 열었으며, 집권 초기부터 실시한 반부패 운동을 통하여 정적들을 숙청하고 1인 독재의 지위를 굳히고 있다는 평가를 대외적으로 듣고 있다. 한편 시진핑 시대 해외 중국 외교관들의 무례한 언행과 공격적인 태도는 타국에게 ‘전랑 외교’ 또는 ‘늑대 외교’라고 불리며 타국민들의 비판을 사고 있다.
2019년 12월, 코로나바이러스감염증-19(코로나19, COVID-19)가 후베이성 우한시에서 발원하였고, 중국의 다른 지방으로 확산되었다. 결국에는 전세계로 대대적으로 번지며 코로나19 범유행으로 이어졌다.

## 생활
중국 학계에선 환경의 생활방식의 일부분일 뿐인 것을 마치 민족을 유목민족, 농경민족으로 나눠 한국과 일본도 농경민족으로 나누는 동북공정 방법을 사용하기도 하는데 많은 민족들이 농경을 하다가 유목으로 발전하였고 이후 다시 정주하며 농경을 한 적이 많기 때문에 생활방식으로 농경민족, 유목민족 농경국가, 유목국가로 나눌 수가 없다. 또한 한국이나 일본도 농경생활이 퍼졌지만 귀족층은 소작을 하지 않고 유목적 생활을 하였다. 또한 선비족, 투르크, 퉁구스는 지역에 따라 농경생활을 하는 자들도 있었다. 하지만 현재 몽골공화국의 경우 농경지 부족으로 유목을 주로 하고 있어 이들이 역사적으로 유목만 하였다고 착각하는 경우가 많다. 대부분 정주하여 농경을 하게 된 민족이라고 해도 귀족층은 유목적 생활을 하였기 때문에 유목민족, 농경민족을 마치 다른 민족으로 나누는 것은 잘못된 중국 학계의 방법이다.

## 지리

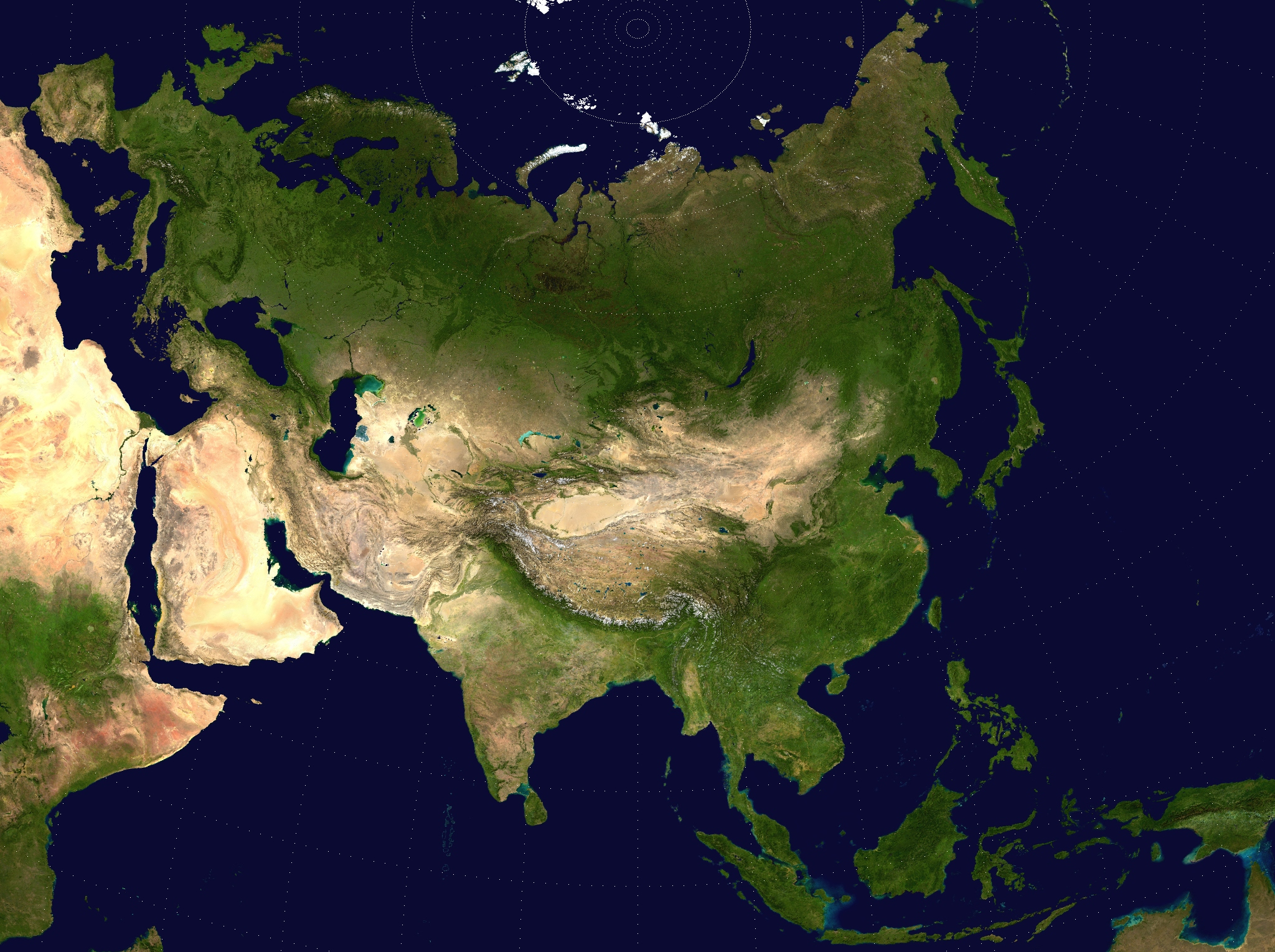
중국 대륙의 위성 사진

중화인민공화국의 면적은 9,596,961 km2이며, 이는 전세계에서 4번째로 넓은 국가이다. 2015년 11월 3일 러시아 연방으로부터 과거 아편전쟁 시기 러시아 제국에 할양했던 외만주에서 4.7km2의 영토를 반환받아 중화인민공화국의 면적은 9,596,965.7 km2이 되었다.
중화인민공화국은 유라시아 대륙 동부에 있다. 국경은 총 22,117km로, 국경이 세계에서 가장 긴 국가이다. 북동쪽으로 러시아, 조선민주주의인민공화국(북조선, 북한), 북쪽으로 러시아, 몽골, 서쪽으로는 중앙아시아의 카자흐스탄, 키르기스스탄, 타지키스탄, 남서쪽으로는 히말라야산맥을 경계로 남아시아의 네팔, 부탄, 아프가니스탄, 인도, 파키스탄과 접하며, 남쪽으로는 동남아시아의 라오스, 미얀마, 베트남과 접한다. 해상으로는 황해를 사이에 두고 대한민국, 동중국해를 사이에 두고 일본, 타이완 해협을 사이에 두고 중화민국과 접한다.
중화인민공화국은 상당히 넓은 영토를 가지고 있으므로 지방마다 기후 등 지리 특색이 다르게 나타나고 있다. 지형은 서고동저로 동쪽에는 화베이 평원과 둥베이 평원 등의 평지가 있고, 서쪽에는 티베트고원, 톈산산맥 등의 험준한 산지가 많다. 중국에서 가장 높은 곳은 티베트 자치구에 위치한 에베레스트산(주무랑마봉)으로 높이는 8,850m이다. 가장 낮은 곳은 신장 웨이우얼 자치구에 위치한 투르판 분지로 높이는 -154m이다.

## 정치

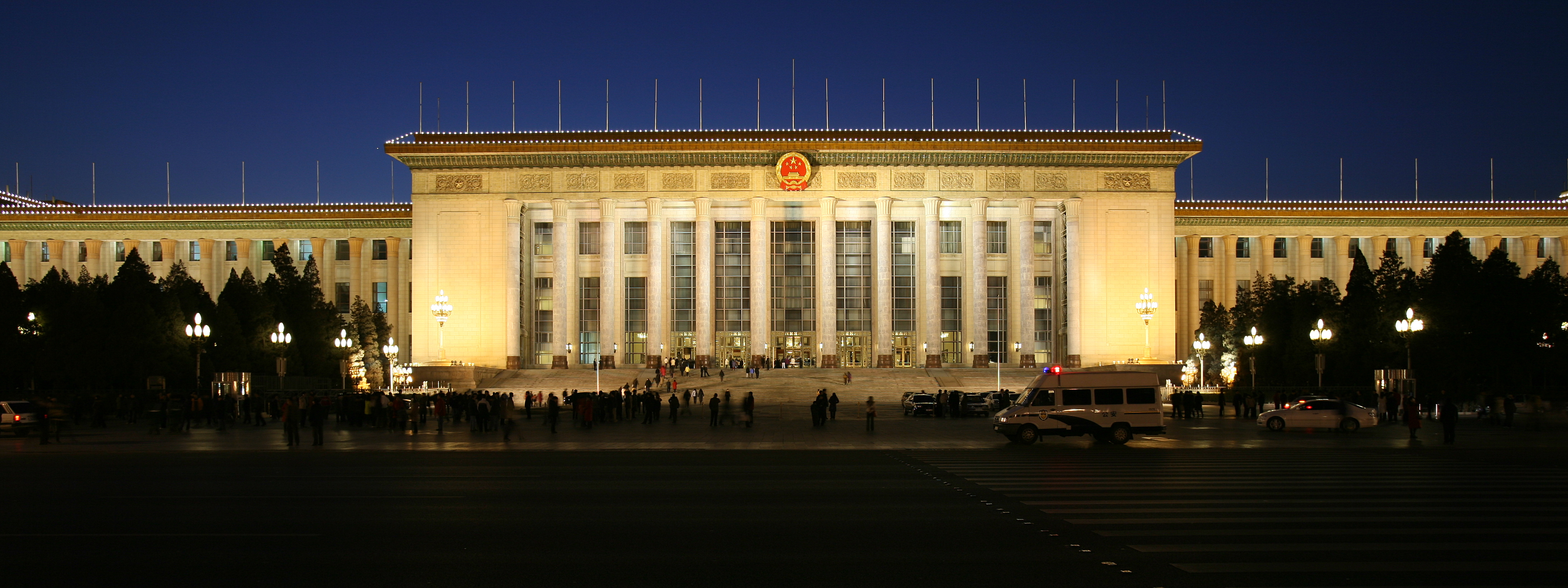
인민대회당

1949년 10월 중화인민공화국 수립 당시에는 정당, 정파, 군, 기타 개인 등으로 구성된 인민정치협상회의가 중화인민공화국 정권을 탄생시킨 모체로서 국가권력기관의 핵심을 이루었으나 사실상 공산당의 절대우위가 인정되었고 1954년 이후에는 공산당이 정치권력의 전면에 등장하였다. 1949년 임시 헌법인 공동 강령의 채택 이래 중화인민공화국의 헌법은 1982년까지 4차의 개정을 거치는 동안 국가권력기관·인민해방군에 대한 권력구조 조정작업이 수반되었다. 헌법에 의하면 중화인민공화국의 국가원수는 국가주석이고 최고권력기관은 전국인민대표대회으로 국가주석은 의전상의 지위에 지나지 않으나, 전인대 역시 공산당이 우위에 있으므로 실질적으로는 중국공산당 중앙위원회(총서기·정치국·군사위원회 주석)에 정치권력이 집중되어 있다. 국제사회에서는 주로 명목상으로는 중국공산당 중앙위원회 총서기직을 중화인민공화국의 최고지도자로 사용한다.
형식적으로는 당과 정부는 동등한 권력을 가지나, 중국공산당은 정부보다 높은 위치에 있으며 실질적으로는 당 위원회와 당의 대표가 정부 요인 뿐만 아니라, 대학교 총장과 외국계 기업의 대표를 포함한 국가의 거의 모든 조직과 기관의 대표를 구성하게 된다. 명목상 중국공산당의 최고 지위는 총비서이고 이에 대해 전국인민대표회의가 통제 권한을 가지고 있으며
중화인민공화국 헌법 57조에 따라 전국인민대표회의를 중국 최고권력기관으로 규정하고 있으며 가장 높은 직책을 전인대에서 선출된 의장과 부의장으로 규정하고 있으나,
실질적으로는 전인대는 국무원과 공산당 위원회에 종속되어 있다.
실제로 국정을 움직이는 중심에는 공산당이 있으며, 당의 최고 지도집단인 정치국이 있고 정치국안에 상설집행기관인 정치국 상무위원회(政治局常務委員會)가 권력을 장악하는 구조이다. 중국공산당은 중앙뿐만 아니라 말단 행정기구까지 장악한다. 지방행정기구 역시 중앙과 같은 체제를 갖추고 있으며 각급 지방 행정기구는 해당 지역 공산당 서기가 실력자이며 공산당 부서기인 장이 행정을 관리한다.
형식적으로는 최고 기관인 전국인민대표대회(全國人民代表大會)에 권력이 집중되는 민주집중제를 취한다. 전국인민대표대회는 서구의 의회에 상당하는 기구로 32개의 성, 자치구, 직할시, 홍콩 특구 및 인민해방군에서 선출되는 대표로 구성된다. 헌법의 개정과 헌법 실시, 감독 및 기본 법률을 제정, 개정하며 국가 주석과 부주석을 선출하고, 국가 경제, 사회 발전 계획 및 진행 상황에 대한 보고를 받고 심의, 비준한다. 산하의 상무위원회가 소집하는 권한을 갖고 있다. 중국의 인민대표는 18세 이상의 중국 공민에 의하여 선출되는데, 인민대표는 직접선거를 거쳐 선출되지만, 인민대표의 상위 직책은 간접으로 선출된다. 전국인민대표대회의 대표들은 성급인민대표들의 선거로 선출된다. 사실상 중국공산당의 일당제 체제로 유지되고 있으며, 그 외에 민주제당파라는 8개의 정당이 존재하지만 중국공산당의 지도를 받는 위성정당으로 사실상 정치적인 영향력을 거의 갖지 못한다.
국가 주석은 전국인민대표회의에서 선출하며, 임기는 5년으로 2회를 초과하여 연임할 수 없다. 국가주석은 국내외에 국가를 상징적으로 대표하며, 법률을 공포하고, 총리, 부총리, 국무위원, 각 부장, 각 위원회 주임, 국무원 비서장을 임명한다. 하지만 2018년 3월 11일 전국인민대표회의에서 헌법에 국가주석 임기를 폐지하였다.
총리가 수장인 국무원은 전국인민대표회의의 집행기관으로 법률에 근거한 행정법규 및 명령을 제정, 공포한다. 인민 경제, 사회 발전 계획을 수립하고 국가 예산을 편성하고 집행한다.
인민검찰원은 중국 최고 검찰기관으로 지방의 각급 인민검찰원과 전국인민검찰원의 활동을 지도한다. 전국인민대표회의와 상무위원회의 감독을 받는다.

### 홍콩과 마카오의 일국양제
1997년 영국에서 반환받은 홍콩과 1999년 포르투갈에서 반환받은 마카오는 고도의 자치권을 가지고 다른 체제 하에 유지되며, 입법부의 일부 의원은 직접 선거로 선출된다. 이러한 자치 체제를 일국양제라고 한다. 그러나 홍콩인들과 마카오인들은 리보실종사건 등의 발생을 보며 지켜지지 않는 일국양제에 대해 비판하고 있다. 특히 현재 홍콩같은 경우는 독립을 주장하는 본토주의가 유행할 정도이다.

### 타이완
타이완은 청나라 때 중국의 영토였다가, 일본과 청일전쟁에서 진 후 센카쿠 열도(중국명:댜오위다오)와 타이완섬을 일본에 할양하였다. 이후 신해혁명으로 청나라가 무너지고 중국 최초의 공화국인 중화민국이 1912년에 수립되었으나, 워낙 국내 상황이 혼란스러웠던 탓에 제대로 된 통치를 하지 못했으며 타이완섬 등도 여전히 일본의 영향권 내에 속해있었다. 그러던 중 1945년 8월 15일 일본제국이 전쟁에서 무조건 항복으로 패망하자, 타이완섬은 당시 중국 대륙을 지배하던 국민당의 중화민국에 다시 편입되었다. 그러나 1945년부터 1949년 사이에 일어난 국공내전에서 마오쩌둥이 이끄는 중국공산당이 중화민국 정부를 쫒아내고 대륙을 점거하였고, 한때 중국 전역을 다스리던 합법 정부인 중화민국과 장제스를 위시한 정부 수반들은 공산당을 피해 타이완섬으로 도피, 즉 국부천대를 하였다. 이후 마오쩌둥은 1949년 10월 1일에 베이징에서 중화인민공화국의 수립을 선포하였으나, 정작 1970년대까지는 미국을 포함한 다수의 서양 국가들과 국제 사회는 국민당의 중화민국을 중국의 유일 합법 정부로 인정하고 있었으며 UN에서의 상임이사국 지위도 중화민국이 여전히 소유하고 있었다. 하지만 1971년에 베트남 전쟁을 겪으며 외교적 돌파구가 필요했던 미국과, 국제적 고립에서 탈피하고자 했던 중화인민공화국의 이해관계가 맞아떨어지자 그해 10월 25일에 2758호 결의안으로 중화민국의 중국 대표권을 탈취해갔다. 이후 중화인민공화국은 90년대 이후로 경제 개방 정책을 펴며 국력을 급격히 신장시켰고, 이 증대된 국력을 이용하여 중화민국을 외교적, 국제적으로 압박하였다. 중화인민공화국은 하나의 중국 정책을 주장하며 중화민국의 국체를 인정하지 않으며, 현재 타이완섬의 중화민국은 옛 중화민국의 참칭 정부라고 주장하고 있다. 반대로 중화민국 측에서는 중화인민공화국을 반란 세력으로 보고 있으며, 여전히 중국 대륙의 합법적인 정부는 중화민국이라고 주장하면서 양안 관계는 아직까지도 안정을 찾을 기미를 보이지 않고 있다.

### 행정 및 행정 구역

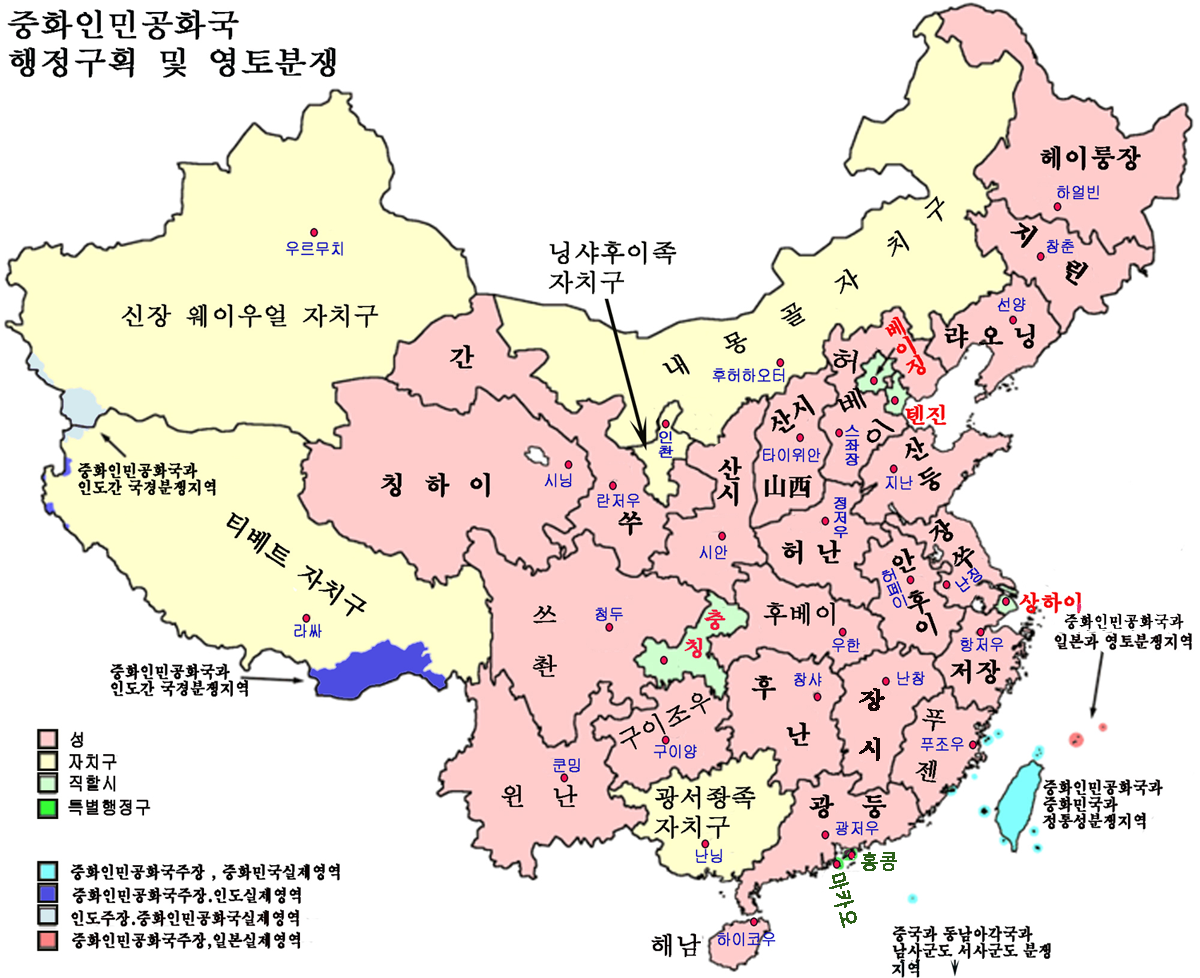
중화인민공화국의 행정 구역

중화인민공화국의 최고행정기관은 국무원으로 즉 중앙인민정부이다. 국무원은 내정, 외교, 재정, 경제, 문화, 교육, 위생, 공공사업 등 행정사무를 조직하고 관리하여 행정결정과 명령을 반포하고, 전국 지방 각급 국가행정기관의 사업을 통일적으로 지도한다. 국무원은 총리, 부총리, 국무위원, 각 위원회 주임, 각부부장, 심계서 계장, 비서장으로 구성된다. 28개의 부서로 조직되어 있다.
중화인민공화국의 행정 구역은 22개의 성(省), 5개의 자치구(중국어 간체자: 自治区, 정체자: 自治區), 4개의 직할시(중국어 간체자: 直辖市, 정체자: 直轄市), 2개의 특별행정구(중국어 간체자: 特别行政区, 정체자: 特別行政區)로 구성된다. 이 중에서 특별행정구( 홍콩,  마카오)를 제외한 지역을 중국 대륙(중국어 간체자: 中国大陆, 정체자: 中國大陸; 중국 본토)으로 칭한다.

### 사법
중화인민공화국은 아직까지 사법부의 독립성이 확보되지 않아서, 사법 절차에서 자백을 얻기 위한 고문, 영장 없는 자의적인 체포 등의 인권 유린이 발생하기도 한다. '중화인민공화국'의 현대법은 1949년 당시 초강대국이던 소련 법률의 영향을 강하게 받아 형성되었고, 1979년 이후 경제 현대화 과정에서 미국과 유럽 등지의 투자에 발맞추기 위해 새로운 법안들이 통과되고 있다.

## 외교

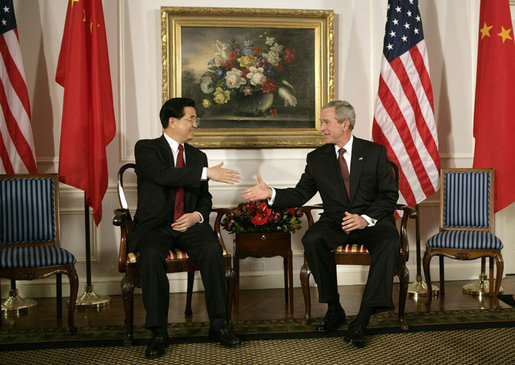
조지 W. 부시 미국 대통령과 후진타오 전 중국공산당 총서기

소련이 붕괴되고 소련의 지배적인 영향력에서 자유로워진 중화인민공화국은 자유 경제 체제를 받아들이기 시작한다. 중화인민공화국은 세계 거의 대부분의 국가들과 외교 관계를 맺고 있다. 1950년 5월 9일 스웨덴이 서방 국가로서는 최초로 중화인민공화국과 외교 관계를 수립하였다. 외교에 있어서 특필해야할 것은 분단국가인 중화민국에 대비하여 중화인민공화국 정부가 스스로를 "중국의 정통한 정부"라고 하고 있는 점이다. 중화인민공화국은, 냉전 구조 하에서, 건국 당초에는 완전히 동측 진영에 편입되어 있었다. 그러나, 스탈린 사후의 중소 대립을 거쳐, 1964년 1월에 프랑스와 수교한 이후, 1979년 1월 1일부터 미국과 수교하는 등 서방 측과의 관계 회복을 이루고, 동시에 중화민국을 대신하여 유엔 안보리의 상임이사국이 되었다. 또한, 냉전 하에 있어서 서방측 여러나라와 소련과의 대립 관계의 미묘한 밸런스의 중간에서 , "중국을 대표하는 정당한 정부는 중화민국이 아니라 중화인민공화국이다"라는 기정 사실을 서방측의 다수 국가로부터 확인받아 하나의 중국 정책도 성공을 거두었다. 1989년 소련의 대통령 미하일 고르바초프가 중화인민공화국을 방문함으로써 소련-중국 간의 오랜 원한이 종지부를 찍었다. 1978년부터 시작된 경제개혁 이후부터 경제 면에서의 민주주의인 여러 나라와의 관계도 강화하고, 2001년에는 세계무역기구에도 가맹하였다. 우크라이나는 1992년경에 중화인민공화국과 수교 한 것으로 보인다.
중화인민공화국은 대만을 자국 영토로 간주하고 ‘하나의 중국’이라는 사상을 내세워 타이완을 실효적으로 통치하는 중화민국 정부를 절대로 인정하지 않는다. 중화민국을 승인하는 국가와는 외교관계를 수립하지 않는 것을 원칙으로 하고 있다. UN 회원국 중 12개국(바티칸은 준회원국)은 중화민국을 승인하고 있고, 부탄은 중화인민공화국 및 중화민국 모두와 외교관계가 없다. 폴란드는 1949년 10월 5일 중화인민공화국을 승인하고, 양국은 10월 7일 대사급 외교 관계를 맺었다.

### 외교 문제
- 영토

중국과 일본은 센카쿠·댜오위다오가 각각 자신의 영토라고 주장하고 있으며 중화민국도 센카쿠·댜오위다오에 대한 영유권을 주장하고 있다. 중화인민공화국에서는 센카쿠·댜오위다오가 타이완성에 속한다고 주장하고 있다.
중국은 인도가 실효지배하고 있는 남티베트에 대해 과거 청나라의 영토였다고 주장하며 인도와 영토 분쟁을 벌이고 있고, 중국이 실효지배 중인 악사이친을 두고도 인도와 영토 분쟁을 벌이고 있다.
대한민국과 중화인민공화국 사이에서는 이어도와 파랑초 문제가 놓여 있다. (중국 이어도 도발)
그 외에도 남중국해에 있는 스프래틀리 군도와 파라셀 제도를 둘러싼 문제도 있다. 파라셀 제도는 중국과 베트남의 영토 분쟁 지역이며, 스프래틀리 군도는 중국과 베트남, 필리핀의 영토 분쟁 지역이다. 예전에는 소련과 중소 국경 분쟁이 일어났다. 하지만, 1991년 5월 16일에 체결된 중소 국경 협정으로 양측은 이들 섬이 중국의 영토라는 것에 합의했으나 중국이 더 강력해지면 외만주도 되찾으려할것이다.
중화인민공화국과 조선민주주의인민공화국 국경에 있는 백두산 일대에서 중화인민공화국이 영유한 일부 지역에 대해 대한민국이 영유권을 주장하고 있다.
- 역사

대한민국과 중화인민공화국 사이에서 동북공정이 대표적인 외교 분쟁으로 다루어지고 있다. 중화인민공화국은 부여와 고구려, 발해를 중국의 역사라고 주장하고 있다.
중국은 베트남, 몽골 등 주변의 이웃 국가와도 역사 문제로 서로 대립하고 있다. 특히 중화인민공화국은 내몽골 자치구에 칭기스칸의 묘를 만들어 몽골의 역사를 왜곡하기도 했다.
대만 문제는 중화인민공화국과 중화민국 간에 벌어지고 있는 문제이다.

### 대외 정책
1970년대 이전, 국제사회가 공산주의 혁명과 전쟁의 시대에 놓여있다고 인식하고 전쟁이 필연적이라고 생각했던 마오쩌둥 중심의 대외정책이 그런 상황에서 우방인 소련과의 전쟁을 막기위한 동맹정책이었다면, 마오쩌둥 사망부터 1991년 소련 붕괴 전 덩샤오핑와 장쩌민 중심의 대외정책은 국제사회가 평화의 발전 단계에 놓여있으며 전쟁은 피할 수 있다는 인식에서 독립자주 비동맹정책을 고수하는 대신 분쟁의 평화적 해결과 국가이익을 중시하는 양상으로 나타난다. 소련 붕괴 이후 기존의 군사적 위협보다 정치, 경제, 사회적 위협이 증가하자 장쩌민은 전통적 안보위협요인에만 주목하는 기존의 안보관이 아닌 신안보관을 주요 안보정책의 기조로 활용하게 되었다.

## 국방

중국 인민해방군의 훈련 모습

헌법상 중화인민공화국의 군대는 국가(정부)의 군대가 아닌 당의 군대이다. 따라서 군대의 정식 명칭은 ‘중국군’이 아닌 ‘중국 인민해방군’이다. 병력 삭감 이전에는 현역병이400만명이었다. 병력 삭감 이후 현역병이 2,285,000명이다. 전차 7,470대, 전투기 4,092대, 전함 562척을 보유하고 있다. 결국 러시아를 제치고 다시 세계 군사력 순위 2위의 차지할 것이라는 전망이 나오고 있다. 현재 중국은 러시아의 T-72를 개량한 '99식'전차를 주전차로 사용하며, IL-28이라는 구형 폭격기를 보유하고 있다. 숫자만 많고 약하다고 무시당하던 중국인민해방군은 현대화로 해군·공군 및 사이버·위성 전력을 크게 확대하고 러시아의 쿠즈네초프 항공모함을 사들여 급속도로 강력해지고 있다. 이에 대한민국, 일본, 몽골, 필리핀, 베트남 등은 국가안보에 위협을 느끼고 있다.

## 양탄일성
중국의 핵개발은 1955년 첸쉐썬 박사와 함께 매카시즘 분위기의 미국에서 감시와 사찰을 받던 100여명의 과학자들이 귀국하면서 시작되었다. 이들 중 최고의 커리어였던 MIT-Caltech 교수를 역임했던 첸쉐썬 박사는 상하이교통대학 출신으로 MIT에서 석사를, Caltech에서 수학과 항공 공학에 박사 학위를 받은 인재였다. 그 뒤 MIT 교수를 거쳐 캘텍 교수로 재직하던 중, 미국의 미사일 개발에 참여한 바 있었다.
아이러니하게도 이들 대부분은 국민정부 시절 유학 보내준 중화민국 국비장학생 출신이었다. 하지만 중국이 공산화되면서 이들은 모두 미국 정부의 사찰대상이 되었고, 이들은 대부분 국민당이 지배하는 대만 대신 공산당이 지배하는 대륙으로 돌아가길 원했다. 결국 이들은 한국 전쟁에서 잡힌 미군 포로들과 교환되어 중국에 돌아왔다. 첸쉐썬 박사의 경우는 장인이 장개석의 고문으로서 말하자면 국민당쪽에 가까운 인물이었음에도, 미국 당국으로부터 빨갱이 소리를 듣고 가택연금을 당해야 했고, 첸박사는 이 원한을 죽을 때까지 잊지 않았다. 1970년대 미중관계는 매우 좋아졌고, 칼텍은 중국 미사일의 대부였던 첸쉐썬 박사를 초청했지만, 첸쉐선은 미국이 사과하지 않는 한, 미국 땅을 다시 밟지 않겠다고 했고, 끝내 세상을 떠날 때까지 미국을 다시 가지 않았다.
중국은 중국은 처음에 소련에게 기술을 이전받아 미사일과 핵무기를 개발하려고 했으나, 소련은 거액을 챙기고도 중국에 기술을 이전해주는 척만 하고 핵심 기술은 알려주지 않았다. 거기에 중소결렬로 그나마 있었던 소련 기술진들도 1959년 중국에서 철수하여 중국은 자체 기술진이 독자적으로 개발하게 되었다.
1950년대 말이 되자 중국은 해상으로부터 미국에 의해 봉쇄되었고, 소련과 사이가 틀어져서 북쪽으로도 안보의 위협을 받게 되었고 여기에 인도와도 사이가 매우 나빠져서 남북 양쪽에서 위협을 받게 되었다.
중국의 첫 핵무기를 실질적으로 설계한 사람은 미국 유학파인 덩자셴(邓稼先, 1924-1986)박사였다. 1941년 중일전쟁 당시 쿤밍으로 도피한 여러 대학이 연합해 만든 서남연합대학에 입학해 1945년 졸업했다. 1946년 미국 유학을 떠나 1950년 미국 퍼듀 대학교 물리학과에서 핵물리학으로 박사학위를 받는다. 친한 고향 친구이자 유학 동기인 양전닝(1957년 노벨물리학상 수상)은 미국에 남는 것을 선택했지만, 덩자셴은 귀국을 선택하여, 박사학위를 취득한지 1주일 만에 중국행 선편을 타고, 1950년 10월 바로 귀국하여 중국과학원에서 핵물리학을 연구했다. 소련과의 결별로 1959년 독자 핵무기 개발이 결정되자 이론 팀을 맡아 여러 계산과 시뮬레이션을 실행하여 핵무기 개발에 혁혁한 공을 세웠다. 덩자센은 직접 핵실험을 참관하기도 했는데, 이때 여러번 방사선에 노출되어 비교적 젊은 나이인 1986년 암이 발병해 62세의 나이로 사망했다. 양탄일성에 참가한 대부분의 다른 과학자들이 모두 90대까지 살아남은 것을 보면 핵무기를 개발하면서 몸이 갈려 나간 것이다.
중소결렬 후 1959년 미사일 독자개발을 시작하여 소련의 R-2의 복제부터 시작했고, 이후 자체 기술을 축적하여 유명한 둥펑(DF) 시리즈 미사일을 개발하게 된다. 한편 핵무기는 1962년부터 개발을 추진했고, 2년만인 1964년 10월 16일 타클라마칸 사막에 있는 뤄부포 지역에서 최초의 핵실험인 596 프로젝트(원자폭탄)를 성공했다. 그리고 3년뒤 1967년 6월 17일에는 미국, 소련, 영국에 이어 TNT 3.3메가톤 위력의 수소폭탄 개발에도 성공했다.
당시 미국은 중국이 핵무기를 개발하고 있다는 첩보를 입수하고 이를 저지하기 위해 핵처리 시설의 폭격을 검토했다. 케네디 행정부는 니키타 흐루쇼프에게 미국과 소련이 합동으로 중국의 핵시설을 외과수술식으로 정밀하게 폭격하자고 제안했으나 흐루쇼프는 케네디의 제안을 거절하였고, 베트남 전쟁이 한창이었던 시절에 베트남 방면에서 중국의 전면적인 개입을 부를 수 있는데다가, 오히려 중국이 다시 소련에 접근할 지도 모른다는 우려가 있어서 포기했다고 한다. 그럼에도 결국 베트남 전쟁은 미국이 패배했다. 10년이 지나서 브레즈네프가 닉슨에게 역으로 미국과 소련이 합동으로 중국을 혼내주자는 제안을 하였으나 그때는 닉슨이 거절해버렸다.
핵실험 직후, 세계 최초로 핵폭발 상황에서 벌어지는 모의전투를 했다. 이때 사용된 핵폭탄의 폭발력은 22킬로톤으로 팻 맨과 거의 유사한 수준이다.
당시 중국은 미국-소련과 같은 양대 강국에 덤으로 인도까지 모두 적으로 두고 있었기 때문에 다른 선택의 여지가 없었다. 죽기살기로 핵무기를 개발하지 않으면 (대약진운동과 문화대혁명으로) 돈도 없고, 기술도 없는 중국의 안보를 확보하는 것은 불가능했던 것이다. 핵실험이 성공한 직후 김일성이 방중했는데 마오쩌둥과 저우언라이와 회견하던 도중 "핵개발에 도대체 얼마 들었습니까"라고 질문을 던졌다고 한다. 저우언라이가 국가기밀이라 답변에 머뭇거리자 마오쩌둥이 "김일성 동지는 우리와 혈맹인데 비밀이 어딨나. 약 40억 달러 들었다네."라고 답변했다는 이야기가 있다. 1960년대 40억 달러면 상상하기 어려운 액수임엔 틀림없다.
중국의 ICBM개발은 위의 첸쉐썬 박사의 귀국과 함께 소련과 유도탄 라이센스 협정을 맺으면서 시작된다. 소련은 이미 대륙간 탄도탄급인 R-7을 보유하고 있었고, 중국은 당시 소련의 외교방침을 그대로 추종하고 있었지만, 전략무기인 R-7을 제공하지는 않고, V2의 단순복제형인 R-1과 이의 사정거리만을 늘린 R-2를 제안했다. 미사일을 포함한 전투기, 구축함, 잠수함에 대한 광범위한 라이센스 계약이 체결되자 소련은 총 1400여명의 기술진을 파견하였고, 이들 중 미사일 전문가는 100여명이었다.
중국은 소련의 설계국을 모방한 여러 "연구원"을 설립하였고, 첸쉐썬 박사는 탄도 미사일만을 담당하는 제5연구원의 원장이 되었다. 하지만 당시 중국은 기반기술이 거의 없었기 때문에, 처음에는 기술흡수가 매우 미진하였다. 기초적인 기계제작 기술마저 없었기 때문에, 처음에는 대장장이들이 무기제작에 참여하기도 했으며, 소련 측은 계약과는 무관한 용접기술이나 공작기계 취급법까지 전수해야 했다.
하지만 흐루쇼프 서기장이 집권하면서 공산주의의 세계혁명론을 수정, "사회주의는 자본주의와 공존할 수 있다"고 주장했다. 마오쩌둥은 흐루쇼프의 수정주의를 반대했고, 이렇게 중국과 소련의 사이가 점점 나빠짐에 따라서 소련의 기술 전수는 무성의해지고, 특히 핵심 기술에 관련된 문서는 절대로 중국인에게 보여주지 않았다고 한다.
사이가 흔들리던 중국과 소련은 1960년 완전히 결렬되었고, 중국에서 기술개발을 돕던 소련 기술진은 모두 소련으로 돌아갔다. 중국측에 남겨진 것은 첸쉐썬 박사를 비롯해 국공내전 이전에 미국-유럽에서 공부한 석박사급 인재 100여명, 소련에서 수입한 R-2 시제품 및 소련인들이 귀환하면서 미처 파기하지 못한 문건들, 그리고 소련에서 공부를 마쳤거나 혹은 재학중 송환된 젊은 인재들이었다.한편 이 소련에서 유학중 소환된 귀국자들이 탄 비행기가 추락하여 몰살당하는 사고도 있었고, 중국측은 이를 소련의 음모라고 주장한다.
첸쉐썬 박사는 한편으로는 미사일 기술 인재들을 기르면서 한편으로는 소련의 기술고문단이 지도하던 복제작업을 독자적으로 감독했다. 첸쉐썬팀은 1960년 11월 내몽골에 위치한 주취안 우주기지에서 R-2 복제형인 둥펑(DF)-1의 발사를 성공적으로 완수했다. 하지만 약 1000km의 사정거리만을 갖는 DF-1은 전술적인 가치밖에 없었기 때문에, 중국은 좀 더 늘어난 사정거리를 보유한 미사일의 개발에 착수하였다. 이번에는 카피할만한 원본을 입수할 수 없었기 때문에, 순수히 중국 기술진이 처음부터 끝까지 설계하고 제작해야만 했다.
하지만 고유 모델을 개발하는 것은 단순 복제보다 훨씬 어려운 작업이었기 때문에 중국은 몇년간 큰 어려움을 겪었다. 중거리 탄도미사일인 DF-2는 일본을 사정거리로 두기 위해 개발된 것이었으나 계속 실패했다. 첸쉐썬 박사는 몇년간 베이징 자택에도 돌아오지 않고 주취안에 상주하면서 미사일 개발을 감독할 정도였다. 5년간의 실패 끝에 DF-2의 여러 문제점을 해결한 개량형 DF-2A는 1965년 발사에 성공했으며, 여기에 막 개발된 중국의 핵폭탄을 탑재하여 발사하는 실험도 성공하였다. 이 실험 성공으로 첸쉐썬 박사는 일약 세계적인 유명인사가 되었다. 특히 "첸 박사가 미국에서 연구하면서 얻은 지식은 이미 구식이기 때문에 별 위협이 되지 않을 것이다"라며 첸을 중국으로 추방한 미국 관계자들이 땅을 치고 후회했다고 한다.
1966년부터 벌어진 문화대혁명 때문에 중국의 여러 연구기관은 타격을 입었고, 제5연구원도 홍위병 직원들이 난동을 벌여서 원장이었던 첸쉐썬이 2주간 물러나고 홍위병이 접수한 적이 있다. 그러나 저우언라이가 개입하여 홍위병의 접수는 진압되고 연구 활동을 계속할 수 있었다. 문화대혁명이 여러 차질을 빚기는 했지만, 중국정부는 안보를 위해서 (외국에서 공부했기 때문에) 홍위병의 습격대상이 될 수 있는 여러 과학자들에게 보디가드를 붙여주었을 정도였다.
첸쉐썬 박사는 DF-2를 개량한 동방홍 로켓을 개발, 동방홍 위성을 띄워서 중국이 스페이스 클럽에 세계 5번째로 가입하게 하는 대업적을 이뤘다. 사실 동방홍 위성은 프로파간다용이었고, 실제로 중국은 모스크바와 워싱턴 D.C.를 공격 가능한 DF-5 개발에 열을 올리고 있었다.
첸쉐썬 박사는 4인방을 지지하고, (4인방이 싫어하던) 덩샤오핑 인맥인 제2포병 사령관 장아이핑을 디스하다가 1970년대 후반 4인방이 몰락하자 제5 연구원에서 영향력을 거의 잃어버린다. 하지만 그 때쯤 되면 중국은 첸쉐썬 박사급의 인재들이 여러 명인데다가, 첸쉐썬 박사가 이미 수백여명의 인재들을 길러냈기 때문에, 미사일 개발에 차질을 빚지는 않았으며, 1980년 주취안에서 발사한 ICBM이 태평양 공해에 착지하는 실험을 완료하고 세계에서 세번째로 ICBM 클럽에 가입했다. 이 ICBM은 DF-5라는 이름으로 1981년 실전 배치된다.
2010년 중국이 공식적으로 보유했다고 천명한 핵탄두 수는 240기이다. 냉전 이후 핵 군축을 하고도 여전히 수천기를 보유 중인 미국과 러시아에 비하면 상당히 적은 숫자이다. 다만 중국의 국방비와 마찬가지로 실제 중국의 핵무기 수량은 공개된 자료보다 많을 수 있다.
워싱턴 D.C., 뉴욕, 모스크바 등 사실상 전세계를 타격 가능한 대륙간 탄도 미사일은 2000년대 초반까지 20여기 정도였다가 현재는 150여기까지 늘었으며, DF-41 등 신형 ICBM 개발도 계속 진행 중이다. 한편 중국의 대부분 핵미사일은 사정거리 5000km 내의 중거리 탄도탄인데, 전략핵이든 전술핵이든 한국과 일본, 그리고 미국의 태평양 기지들은 모두 이 미사일의 사정거리 안에 들어간다.
그동안 일반에 공개한 적 있었던 세계 최대의 지하 핵무기 제조공장을 5차 북핵 이후에 다시 공개했다.
중국은 핵보유국 중에 유일하게 "적국이 먼저 핵무기를 사용하지 않는 한, 중국은 핵무기를 사용하지 않는다. 허나 적국이 중국에 핵무기를 사용한다면 중국은 반드시 핵무기를 사용할 것"이라고 천명한 적이 있다.("인불범아 아불범인 인약범아 아필범인") 중국의 핵개발은 사실 재래식 무기를 확충할 재원이 없을 때 최소한의 핵개발로 필요한 전쟁억지력을 보유하자는 이유로 실행된 것이기 때문에 이런 방어적인 자세를 취한 것이다. 하지만 중국이 세계 최빈국을 벗어나고 이제 세계 2위의 경제력을 가지게 되며 패권국 행보를 보이기 시작했기 때문에, 최근 국방백서에서는 그 조항을 빼버리는 등 이 조항을 포기하는 움직임을 보이고 있다.

## 경제
모택동의 공산당은 중화인민공화국의 수립과 더불어 중국경제를 급속한 계획경제체제로 변경시켰다. 그들은 토지를 모두 국가 소유로 몰수하고 국민당의 관료나 자본가들의 자본을 몰수하면서 전반적인 산업의 국유화를 진행하였으며 소련의 사례를 참고하기도 했다. 하지만 인민공사체제는 대재앙에 가까운 결과를 불렀으며 그들은 결국 인민공사를 해체하고 민영화를 시도하여 농가책임경영제로 전환할 수밖에 없었다. 공산당은 현재에도 그 당시 관료들이 주도하는 국영기업이 어느 정도 성과는 이루었다고 변명하고 있다.
1978년에 덩샤오핑의 주도 하에 개혁적인 경제 정책을 실시한 이래 최소 6%를 상회하는 경제 성장률을 보여주고 있으며, 미국 뒤를 이은 제2의 수입국이기도 하다. 2010년과 2019년 사이, 중국의 세계GDP 차지비율은 25%에서 39%로 급격히 상승하였다.
1978년의 대대적인 개혁 이래, 중국은 다원화된 경제 구조를 가지고 세계 무역에 가장 활발히 참여하는 국가로 떠올랐다. 특히 상대적으로 저렴한 노동력을 활용하여 제조업 분야에서 강세를 보이며, 그 외에도 소매업, 광산업, 철강업, 직물업, 자동차 산업, 발전업, 은행업, 전기업, 통신업, 부동산업, 관광업 등에서 크게 발달하고 있다. 중국에는 세계의 10대 주식 거래소들 중 3개가 위치하는데, 크게 상하이, 홍콩, 선전 주식 거래소가 있다. 이 거래소들을 합치면 2019년 기준으로 10조 달러에 이르는 자본금을 자랑한다.
중국은 전기 차량 제조업 국가이기도 하며, 2018년 기준으로 전세계 플러그인 전기차의 50%를 사들였다. 2018년 말 기준으로 중국은 174GW 용량의 태양량 발전을 가동하고 있으며, 전세계 태양량 발전량의 40%를 차지한다.
중국은 1978년 이래 역사상 가장 많은 수의 사람들을 빈곤에서 구제하였는데, 1981년에 1.9달러 미만으로 살아가는 사람들의 비율이 88%였던 것에 반하여 2013년에는 이를 1.85%로 줄이며 8억에 가까운 사람들을 구제해낸 것이다. 세계은행에 따르면 중국 극빈자들의 수는 1990년과 2013년 사이에 7억 5천6백만 명에서 2,500만 명으로 줄었다고 전한다. 게다가 현재에는 극빈자를 규정하는 기준도 훨씬 높아졌음에도 불구하고, 국가적인 빈곤율은 2017년의 3.1%에서 2018년에는 1%로 줄었다.

### 경제사

#### 경제발전시기

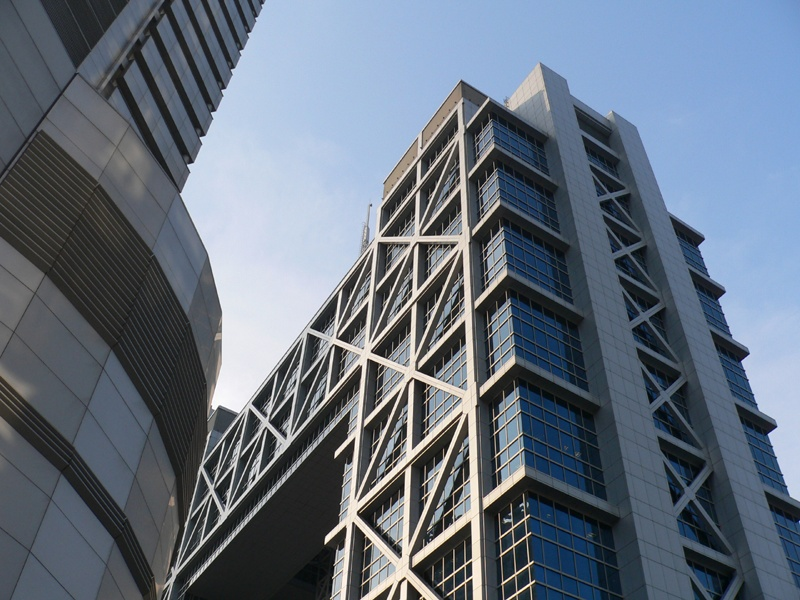
상하이 증권거래소

중화인민공화국은 농업을 중심으로 한 대생산국으로 특히 1949년 정부수립 후 각종 산업의 생산고가 점차 증가일로를 걸어왔다. 제2차세계대전 후 중화인민공화국의 산업·경제의 발전단계는
1. 1949~52년의 경제부흥기
2. 1953~57년의 제1차 5개년계획기
3. 1958~60년의 제2차 5개년계획기 (2년 앞당겨 달성)
4. 1961~63년의 조정기
5. 1966~70년의 제3차 5개년계획기
6. 1971~75년의 제4차 5개년계획기
7. 1976~85년의 경제발전 10개년계획

을 착수했으나 결함이 노출되어, 1979~81년의 경제조정기를 거쳐 1986~90년의 제7차 5개년계획에 이어 2010년까지 제9차 5개년계획에 들어갔다.

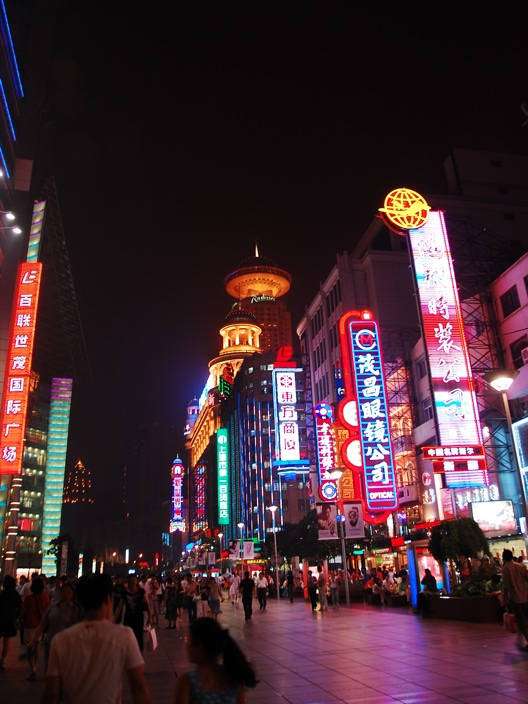
상하이의 주요 쇼핑가 난징루의 야경

#### 경제부흥기
이들 각 시기의 특징은, 경제부흥기에는 1952년에 이미 전전의 최고생산고에 도달하여 문자 그대로 경제재건에 성공했고, 제1차 5개년 계획기(1953~57년)에는 소련의 원조로 중공업의 확충이 단행되었다는 점 등이다. 그러나 이 시기의 말기에는 (a) 중공업의 중시와 농업의 경시, (b) 중공업 편중, 경공업 경시, (c) 대규모화·기계화의 무리한 목표설정에서 오는 자금의 낭비와 국내기술의 부실, (d) 공업의 내륙편중 등의 결함이 노정되었다.

#### 대약진 운동
1958년에 시작된 제2차 5개년계획(대약진운동)에서, 마오쩌둥 중국공산당 주석의 정책으로 계획경제를 발전시키고자 했다. 경제부흥기의 미해결문제의 해결을 위해 (a) 농업과 지방공업, (b) 경공업과 중공업, (c) 중앙공업과 지방공업, (d) 대규모 공업과 소규모 공업, (e) 재래식 생산과 외래식 생산의 조화를 지향했고, 이 기간중 공업생산 증가율은 40%에 달했다. 그러나 공업발전은 내용적으로 극히 불건전하여 (a) 생산품이 품질조악으로 사용가치가 적었고, (b) 재래식 생산 방식은 원료, 노동력, 연료의 낭비를 초래했고, (c) 기술문제가 등한시되었기 때문에 사고의 발생률이 높았으며, (d) 공업부문의 균형적 발전이 저해되었다.

#### 인민공사
농촌을 현대화시키기 위해 1958년부터 인민공사가 조직되었다. 소위 대약진기라는 이 시기에 이어 1959~61년에 걸친 연속적인 자연재해로 인민공사에 대한 회의가 고개를 들어 농업생산은 크게 줄고 공업원료는 부족하여 경공업생산도 그 파급으로 타격을 입는 등 농·공 사이의 균형이 크게 문제가 되고 게다가 1960년 7월 국경 분쟁으로 인한 중·소대립의 악화로 소련의 공업전문가들이 본국으로 돌아가고 소련의 무상원조, 자재지원도 중단되어 심각한 경제위기가 찾아들었다.

#### 경제조정기
그래서 1961년부터는 경제조정기가 시작되어 농업재해, 대약진의 실패, 소련의 원조중단 등에서 온 위기를 극복하는 데 노력이 집중되었다. 1961년에는 조정·공고화·충실·생산제고 등의 목표로 정책이 전환되어 공업의 규모는 대폭 축소되었다. 1962년부터 농업생산이 호전하여 경제 전반이 회복되기 시작했다. 같은 해에는 농업, 경공업, 중공업의 순차적인 발전이 도모되어 공업의 위치가 2차적인 것이 되었으며 공업구조 내부의 조정이 중시되었고, 농업 지원도의 재고로 공업의 내적 충실화가 모색되었다.

#### 현대공업체제
3차 5개년계획(1966~70년) 실시 이후 독립되고 거의 완전한 근대공업체제의 건설단계에 들어갔다. 1967년 이후 홍위병 난동의 소용돌이 속에서 각종 산업, 특히 광공업 부문에서 생산이 상당히 저하했다. 중국의 산업건설의 기본방향은 농업을 기초로 하고 광공업에 선도구실을 시키려는 것인데, 1968년 이후 홍위병 난동이 수습단계에 들어가면 생산도 다시 호전의 기미를 보였다. 결국, 국가 성립 후 1970년대 중반까지의 경제는 대약진정책의 실패와 문화대혁명에 의하여 뒤떨어져 있었다.

#### 개혁개방
1978년에는 경제발전 10개년 계획을 수립하고 4개 현대화에 착수했으나 각종 누적된 결함이 노출되어, 1979년 조정방향이 설정되면서 본격적인 개방과 개혁정책이 건의되었다. 1980년초에는 기업의 자율화, 외국기업의 투자 보강, 금융의 자율화, 세제 도입 등의 조치를 단계적으로 채택한 후, 1984년 대규모 경제개혁이 채택되었다. 이에 1985년 인플레와 과열경기현상이 나타났고, 1986년 4월 안정과 균형에 기저를 둔 지속적 성장을 목표로 한 제7차 5개년계획(1986~90년)을 채택했다.

#### 세계의 공장
덩샤오핑에 의한 자본주의 경제제도 도입 등의 개혁 개방 이후, 중화인민공화국 경제는 급속히 발전하여 ‘세계의 공장’이라고도 불리고 있다.세계무역기구(WTO)의 발표로는, 2003년의 대 중국 직접투자는 535억 달러가 되어 미국을 제치고 실질적으로 세계 최대의 직접투자 수입국이 되었다. 세계 최대의 인구와 강한 경제력 덕분에 중국 경제는 아시아뿐만 아니라 전 세계에 영향을 끼치고 있다.
그런데 중화인민공화국 국내 노동자들은 연안부나 대도시 근교를 제외하면 지방 인민의 대다수가 아프리카 여러 나라와 동일한 정도의 빈민층이며, 농업을 할 수 없는 계절에 도시 지역에 유입되어 객지에서 노동하고 있다. 그들은 매우 저렴한 임금으로 도시 지역에서 일하기 때문에 경제 발전의 원동력이 되고 있다. 값싼 노동력을 목적으로 미국, 서구나 대한민국·일본의 기업 진출도 번성하여 중국은 '세계의 공장’이라고 불릴 정도가 되었다. 중화인민공화국 정부에서도 대한민국에 무역 사무소를 개설하는 등 외국 기업 유치를 위해 노력하고 있다.
현재 경제위기가 가속화되고 있는 점에서 중화인민공화국은 내년 경제성장률을 8.5%로 예상하였다. 다른 나라인 인도 역시 경제성장률을 6.3%로 큰 폭으로 예상하였다.

### 농업

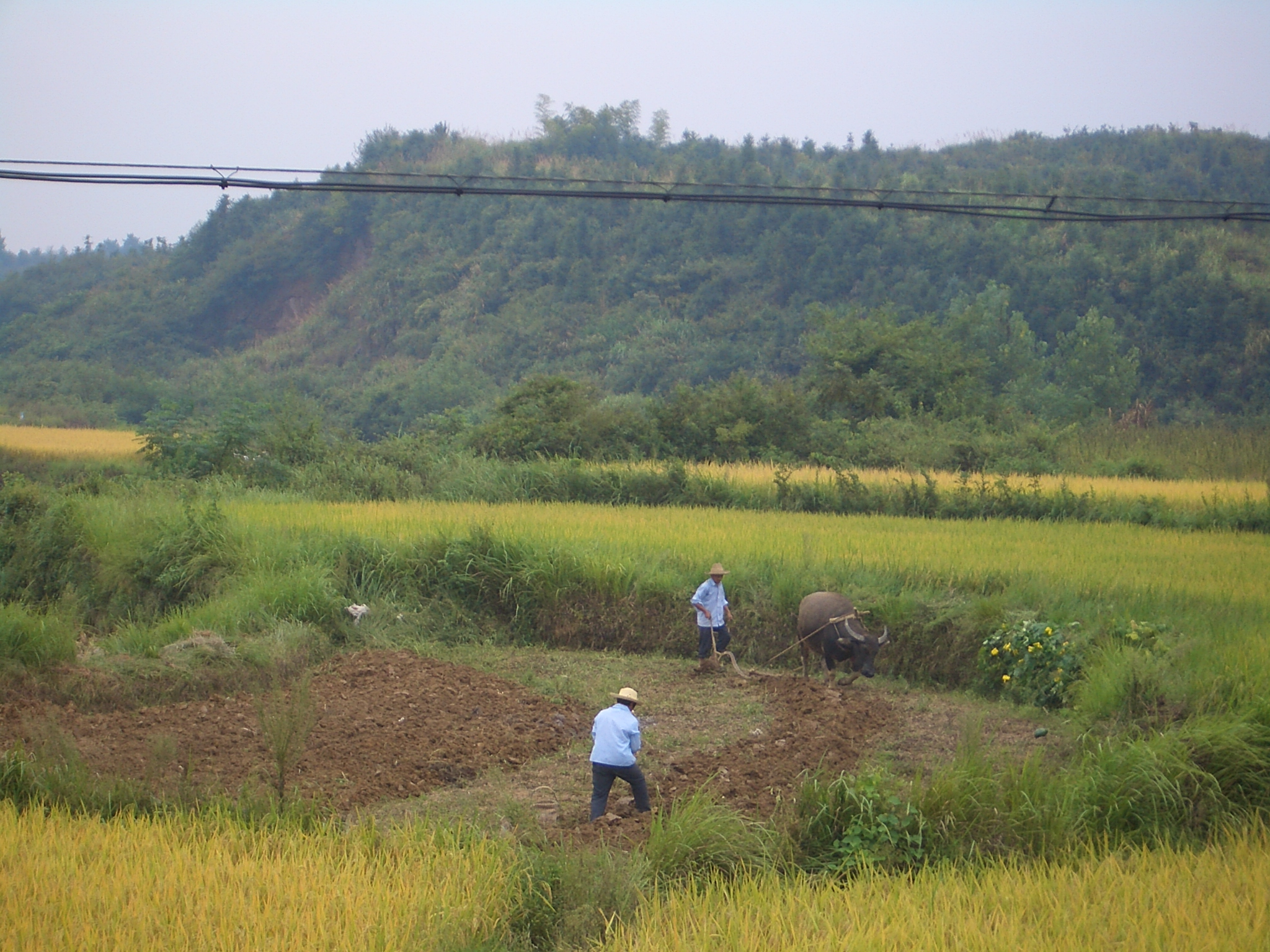
물소를 이용하여 농사를 짓는 모습

중국에는 농사를 짓기에 편리한 3대 평야가 있는데, 호북평야, 호남평야, 사천평야이다.

#### 지역별 농업
중화인민공화국의 국토는 신석기 시대에 이미 경작되어 있었고, 경지도 널리 분포해 있어 각지의 토지 이용이나 농업 경영방식은 지역별 자연조건이라든가 사회환경에 따라 크게 차이가 난다. 중국인 학자들과 함께 치밀한 현지조사를 한 로싱백은 화이허(淮河)와 친링(秦嶺)선에서 수도(水稻)지역과 소맥(小麥) 지역으로 크게 둘로 나누고, 나아가서 다시 소맥지역을 창장(長江)수도 소맥구, 쓰촨 수도구, 수도·차(茶)구, 서남수도구, 수도 2기작구(二期作區)로 세분하고, 한편 북부의 소맥지대를 겨울보리·수수구, 겨울보리·조구, 봄보리구로 구분했다.

#### 전통적인 농업방식
이러한 지역구분은 주변 지대로의 확대도 가능하여 동북지구를 콩·수수구로 보고 내몽골 지방과 티베트 및 칭하이 지방을 목축구로, 타이완섬과 하이난섬을 2기작구로 볼 수도 있다. 종래 중화인민공화국의 농가는 주로 자급용기의 곡물과 콩 종류를 재배하고, 여력이 있으면 판매용 작물을 길렀다. 수도(벼)는 기온이 높고 강우량이 많은 화이허 이남에서 주로 생산되는데 특히 광둥·푸젠 양성(兩省) 연해 지방은 이모작이 가능하다.

#### 쌀
쌀의 총생산량은 17,825만t(1994년 기준)으로 방글라데시에 이어 세계 제2위이지만 국내소비가 많기 때문에 수출은 소량이다.

#### 밀
소맥(밀)은 중국본토 북부와 동부지구 북부를 중심으로 하며 화이허와 양쯔강에 연하여 평야지대에서도 제2기작으로서 재배된다. 산시(陜西), 산시(山西) 북부에서 옌산산맥 북서에 걸치는 지방에서는 기후가 한랭한 관계로 춘경보리가 재배된다. 총생산 3,200만t(1994년 기준)으로 만주, 바오즈 등을 주식으로 하기 때문에 대부분 국내에서 소비된다.

#### 고구마
고구마는 산둥, 허베이, 허난에서 재배되고 조, 수수 등은 동북과 화북의 평야 및 쓰촨 분지에서 많이 산출된다.

#### 옥수수
옥수수는 랴오둥반도, 황하 이북의 후베이(湖北)평야, 산시·산시의 남부에서 쓰촨에 걸치는 지대에서 많이 나는데 식량과 사료로 쓰인다.

#### 콩
콩은 둥베이 평원과 산둥반도에서 많이 나오는데 총생산고는 약 1,212만 t이다. 면화는 랴오허강 하류의 평야에서부터 후난(湖南, 쓰촨, 구이저우(貴州)의 각 성에 이르는 지역에 분포해 있으며 허베이 평야지대, 산시·산시의 남부, 후난, 장쑤, 안후이, 후베이의 제성이 그 생산 중심이 되어 있다.

#### 면화
면화는 관개작물로 결실기의 건조한 기후가 양질의 작물을 낳는다.

#### 가축
가축은 돼지, 닭, 오리 외에 노력과 배료원으로서 나귀, 노새(밭농사지대), 소, 물소(수전지대), 말(초원지대) 등이 많으며 양은 식육 및 모(毛) 자원으로서 동북지구, 내몽골 지방, 신장·위구르 지방, 티베트 등 변경 지대에서 많이 사육된다.

#### 문제점
중화인민공화국에는 고도 경제 성장의 이면에, 농업의 저생산성, 농촌의 황폐, 농민의 저소득이라는 3농 문제가 심각하여 경제성장을 방해하는 요인이 되었다. 도시와 농촌의 수입격차가 계속 확대하면서 토지 수용에 과한 쟁의도 빈발한다.
중화인민공화국 정부는 농업생산진흥책과 농업세의 폐지 등에 열의를 보여서, 2007년 3월의 제10기 전인대 제3회 회의에서는, 물권법을 제정하여 토지사용권의 물권화를 인정하고 농촌대책비를 긴급 증편하여, 농촌의 의료와 교육에 대한 보조금의 증액을 결정하였다.

### 공업

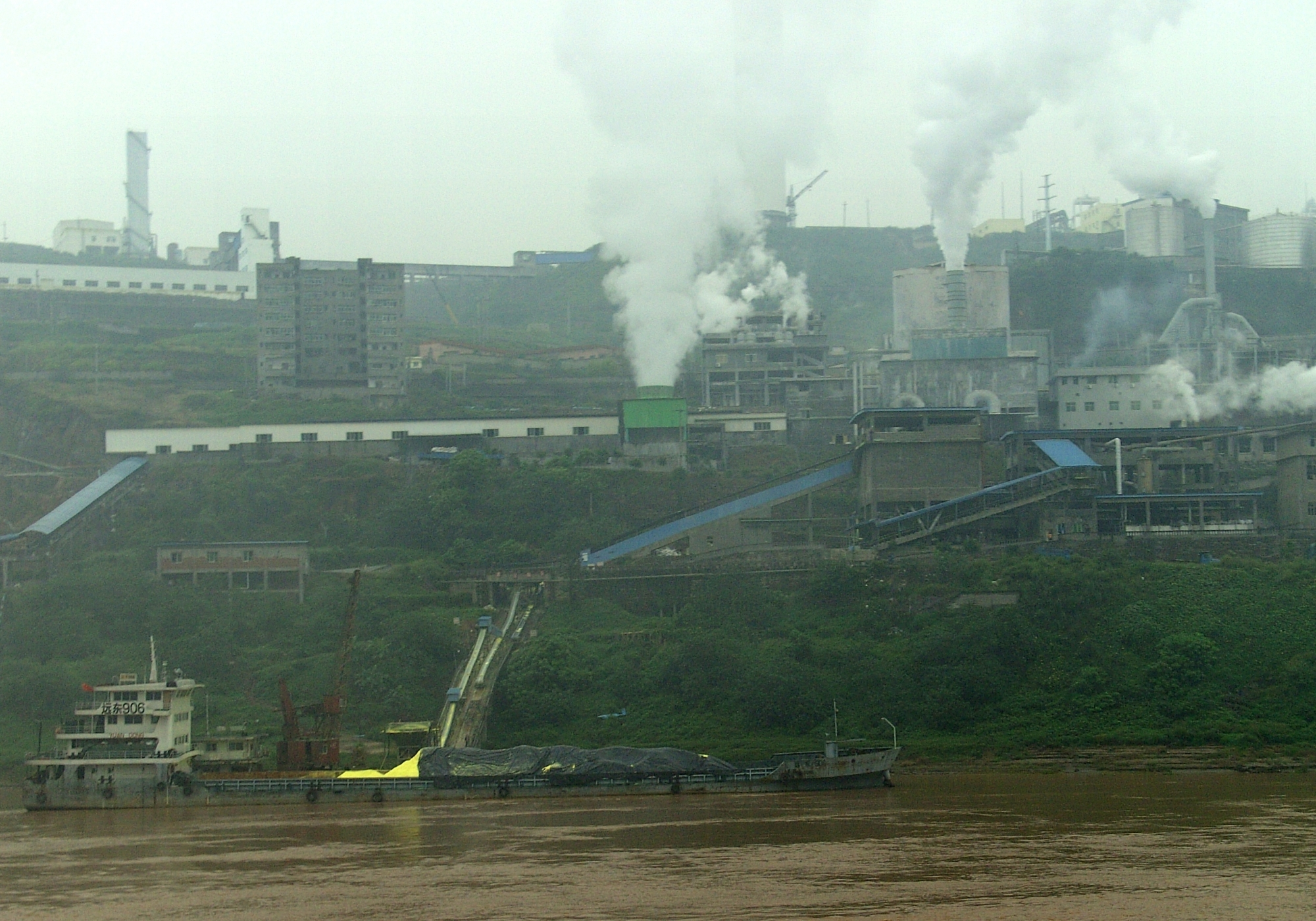
장강 유역의 공장 지대

2차대전 전의 중화인민공화국의 공업 분포는 일본이 지배했던 동북지구와 함포(艦砲) 외교 아래 열강이 투자한 연해 지역·대하천 유역에 한정되어 있었다. 그러나 중일 전쟁이 1937년에 발발하면서 국방상의 배려로 공업이 내륙지방으로 소개되고, 또 전후에는 공업의 적정재배치가 단행되어 종래의 공업 편재상은 상당히 수정되었다. 전전 동북지구의 안산 벤시후를 비롯해 허베이, 산시, 쓰촨, 후베이 등지가 중심이 되었던 제철·제강업은 전후 기간산업으로서 중요성을 더하여 우한, 바오터우 등지에 거대한 철강공업 기지가 신설되었다. 중기계공업을 보면, 광산·야금기계가 타이위안, 선양, 치치하얼 등지에서, 발전기가 상하이, 하얼빈 등지에서, 그리고 정유기계가 란저우에서 제조되고 있다. 중형 기계공업으로는 방직기계가 위츠, 상하이, 칭다오 등지에서, 조선(造船)이 뤼다, 상하이 등지에서, 철도 차량이 뤼다, 치치하얼, 칭다오 등지에서 자동차가 장춘, 뤄양, 정밀기계가 상하이, 하얼빈, 샤먼, 염료·의약품이 상하이에서, 비료가 난징에서 생산되고 있다.전전(戰前) 중화인민공화국의 공업은 경공업 위주였는데 특히 방적업이 성한 톈진, 칭다오와 면방직이 성한 상하이, 우시, 난퉁 등 양쯔강 연안의 여러 도시가 그 중심이 되어 있었다. 전후(戰後) 상하이의 면방직공장이 확충되고 면화지대인 스자좡, 한단, 정저우, 시안, 셴양, 우한, 우루무치 등지에 대공장이 건설되는 등 내륙의 원료 산지로의 공업 진출이 활발하다.식품공업은 전전 상하이, 칭다오 등지가 중심이 되어 연초가공, 제분, 육류가공, 양조 등이 성했는데 전후에는 유류(乳類)를 가공하는 대공장이 하이라얼, 시닝에, 육류가공공장이 우한·청두에 건설되고 또 상하이로부터 이전한 방푸의 일용품공업이나 뤄양의 제분·착유공업도 활발히 움직이고 있다. 동북지구는 유지·제당, 본토 북·동부는 제분·연초·유지·남부는 제당으로 각각 알려져 있다.

### 무역
2017년 기준으로 중국의 주요 수출 상대국은 미국 (19.01%), 홍콩(12.34%), 일본(6.06%), 한국(4.54%), 베트남(3.16%)이다. 주요 수입 상대국은 한국(9.63%), 일본(8.99%), 아시아(8.46%), 미국(8.38%)으로 주요 수출입 상대국은 모두 인접 아시아 국가들이다. 2017년 기준으로 총수출액은 2,263,371백만 달러, 총수입액은 1,843,793백만 달러이다. 주요 수출 품목은 변속기 장치(165,991,555.66달러), 저장 장치(89,690,331천 달러), 전자 부품(74,102,011천 달러), 반도체(68,167,379천 달러), 전화기 부품(51,057,293천  달러)이다. 주요 수입 품목은 반도체(260,920,122천 달러), 석유(163,820,666천 달러), 철광석,604,641천 달러), 금광석(48,740,696천  달러), 전화기 부품(41,293,629천 달러)이다.

### 소득 격차
개혁 개방 이후의 활발한 경제 발전의 이면에는 국민의 80%를 차지하는 농민과 도시 지역 사람들과의 소득 격차 문제가 있으며, 이는 평등을 중요하게 생각하는 공산주의로부터의 일탈을 의미한다. 이 빈부 격차 문제는 향후의 중국 경제의 방향을 결정하는 요소이며, 새로 출범한 후진타오 정권은 전국인민대표대회(전인대)에서 농촌과 도시 지역 간의 빈부 격차 문제 해소를 논의하는 등 긴급하게 대응하고 있다. 2005년 3월의 전인대 이후, 후진타오 지도부는 "조화로운 사회 건설"의 건설을 강조하고 있다. 현재, 중국에는 경제성장의 이면에, 빈부의 격차, 치안, 실업, 부패 등의 문제가 심각하게 되었다. 생활고 및 토지수용이나 독직 등 당국에의 불만으로부터 중국 각지에서 데모와 폭동이 빈발하고 있다. 정부는 이러한 사태의 악화를 염려하며, "조화로운 사회"의 건설을 중요과제로서 제기하였다. 그 실현을 위해서는, 부의 재분배 시스템을 확립하고, 빈부의 격차의 해소에 노력하지 않으면 안된다. 그러나 기득권층의 이해에도 저촉하기 때문에, 그 실현에는 곤란이 뒤따르고 있다. :497 1990년 빈곤율은 50%이나, 최근 많이 줄었다.  또한, 열악한 노동 환경도 개선되어야 할 문제점이다.

### 교통

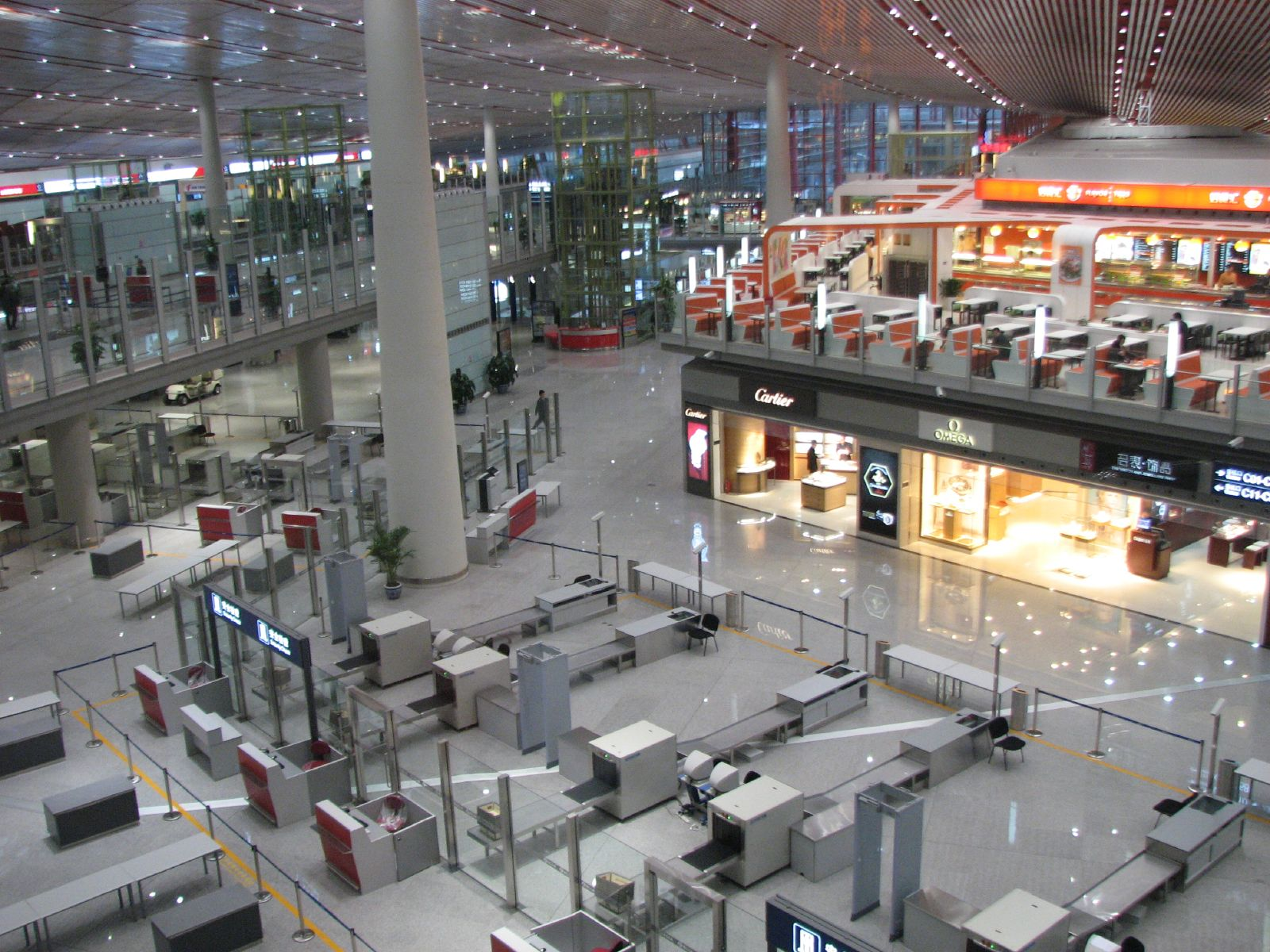
아시아에서 제일 바쁜 베이징 서우두 국제공항

'중화인민공화국의 교통'은 1949년부터, 특히 1980년대 초반부터 크게 발전하였다.
공항, 도로, 철도 건설은 2010년대에 대규모 일자리를 창출할 것으로 기대된다. 운송 수단으로서 중요한 철도는 20세기 중반이래 2배의 길이로 늘어났고, 전국을 잇고 있다. 주요 대도시들은 전철 시스템을 운영 또는 건설중이거나 계획 단계에 있다. 고속도로와 도로 체계도 급속히 성장하였고 그 결과 중국 전역에서 자동차도 급속히 증가하였다. 중국의 교통 체계는 방대한 국토에 걸쳐 넓은 교통 교차점의 네트워크로 구성되어 있으나, 교차점들은 비교적 경제적으로 발달한 해안 지대와 주요 강을 따라 발달한 도시들에 집중되어 있다. 중국 교통 기반시설의 물적 상황과 그 이용 실태는 지리에 따라 매우 다양한 모습을 보여준다.
시골 지역에서는 아직도 비기계적인 운송 수단에 크게 의존하고 있는 반면, 상하이와 푸동 국제공항을 연결하는 자기부상열차도 건설되었다.
티베트의 말과 중국의 녹차를 주로 교환한 것에서 유래한 전통적인 차마고도 (윈난 성 ~ 티베트)도 지금은 국도와 고속도로, 티베트 철도로 대체되어, 이제는 관광객들이 일부 이용할 뿐이다. 현재 중국의 교통 체계의 상당수는 1949년 중화인민공화국 성립 이후에 만들어진 것이다.
중국은 현재 교통 인프라의 업그레이드를 광범위하게 진행하고 있는 중이다. 최근까지, 중국의 경제는 인프라 개발 부족에 불구하고, 교통 인프라를 개발할 여력이 부족했었다. 그러나 이제 중국 정부는 경제를 지속적으로 발전시키기 위해서는 물자를 수송하고 사람을 이동시키기 위한 효과적인 시스템이 필요하다는 것을 깨닫기 시작하였다. 세계 은행의 1990년대 중반 자료에 따르면, 중국의 열악한 교통 인프라로 인하여 손실되는 물류량이 중국 GDP의 1%에 달하는 것으로 나타났다.
중국의 물류 비용은 생산 원가의 20%로서 미국의 10%, 기타 선진국의 5%와 크게 대비된다. 중국의 항구는 수로의 이용을 위해 크게 개선되고 있으며 공항 설비도 향상되고 있다. 건설 장비, 엔지니어링, 콘테이너 보안, 전자산업, 안전 도구와 같은 교통 관련 산업도 빠르게 성장하고 있다.

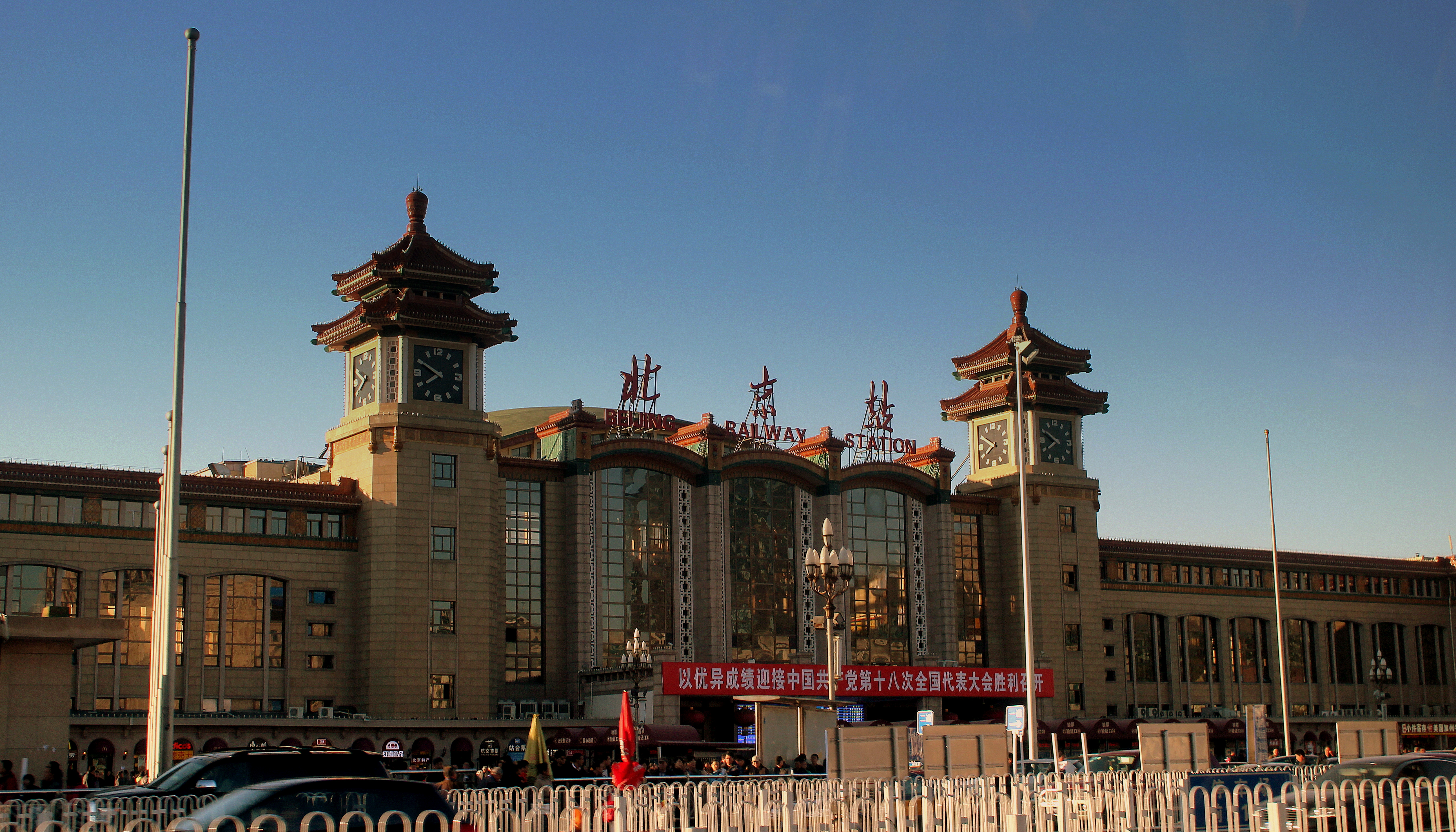
베이징 역

철도는 동북지구와 북부에 편재해 있다. 철도는 중국에 있어서 현대 운수의 근간을 이룬다. 중국 철도의 총 길이는 2009년에 86,000km로 연장되었다. 철도 밀도는 89.6km/10,000km2로, 이웃한 대한민국에 비하여 0.29배에 불과하다. 여객 수송은 연간 215억명/km, 철도선은 60여개를 헤아리고, 수송량은 전수송량의 85%에 이르고 있다. 새로운 도로의 적극적인 건설로 1978년에는 자동차의 통행이 가능한 도로의 총연장이 89만km에 이르렀다. 항공 교통이 1990년대 말부터 비약적으로 발전하기 시작했지만, 철도 교통은 여전히 가장 이용객이 많은 교통 수단이다. 1990년부터 시작된 정부의 노력으로 중국의 고속도로는 2009년 기준으로 65,000km를 넘는다. 이것은 길이 기준으로, 미국에 이어 세계 2위를 자랑하는 수치이다.
1,200여개의 하천은 예로부터 가장 중요한 교통로로 이용되고 경제적 동맥이 되어 왔으며, 특히 장강은 중요한 역할을 해왔다. 예부터 중국에서 남선북마(南船北馬)라 일컬은 것은 장강 수계가 차지하는 경제적 의의를 설명하는 것이다. 수나라 때부터 화중의 농산물을 화북으로 운송할 목적으로 건설된 대운하는 현재는 국부적으로 이용될 뿐이고, 남북간의 물자 수송은 경한선·진포선 등의 철도로 하고 있다. 주강, 쑹화강도 주요한 하천이다. 1956년 중국의 민간항공로의 총 연장은 1만7,194km였다. 베이징을 중심으로 모스크바, 평양, 하노이, 양곤, 울란바타르 등지에 정기항로가 개설되어 있고 국내 주요도시를 연결하는 항공망도 정비되어 있다. 영토가 광대한 중국에서는 항공 발전은 큰 의미를 가진다. 예컨대 철도편으로 10~15일이 소요되는 베이징 우루무치간의 거리는 항공로로 8~10시간이면 갈 수 있다. 중국과 대한민국 사이에는 대한항공이 중국 내 20개 도시에서 26개 노선을, 아시아나 항공은 22개 도시 30개 노선을 각각 운항 중이다. 2010년 8월, 대한항공은 83%, 아시아나항공은 83.6%의 탑승율을 기록했다. 8월 한달 동안, 각각 35만2천명과 29만4천명의 탑승객을 운송하였다.

## 사회

### 인구와 주민
중국의 사회는 신해혁명 이후 매우 근대화되었다. 신해혁명 이전에 중국 인구 80% 이상은 성씨를 가지고 있지 않은 백성들이었으며 이들은 한족으로 구분되지도 않았다. "족"이라는 족보 명칭은 소수 귀족 또는 강등된 귀족만 쓸 수 있었다. 하지만 신해혁명 이후에 쑨원은 서양열강들처럼 근대화에선 농노비 해방의 중요성이 필요하다고 생각하였고 일부 족보 귀족들만 사용할 수 있었던 성씨를 백성들도 사용할 수 있게 하여 대대적 민적법을 실행하였다. 중국 인구 대부분을 차지하던 농노들을 해방시켜 산업활동을 할 수 있게 하였다. 신해혁명 이후, 만주족이 아닌 한족의 국가를 표방하고 인구 80% 이상의 성씨가 없던 백성들이 한족(漢族)으로 등록되었기 때문에 현재 중화인민공화국에서 중국 인구의 92%는 한족이며 그 외 55개의 소수 민족들이 8%이다. 이후 한족이지만 청나라 시절 만주족의 잡역을 담당하며 만주족으로 불렸던 한족계 만주족들은 민적법 이후 스스로 한족으로 변경하였으나, 이후 1970년 이후 소수민족혜택 정책이 나타나면서 다시 만주족으로 변경하는 자들이 늘고 있다.
원래 중국은 현재처럼 인구가 많은 국가는 아니었다. 공산당의 정책은 가족의 구성 숫자대로 양식과 돈을 분배를 하는 정책을 썼기 때문에 인민들은 자녀가 많을 수록 분배되는 양식과 돈이 많았다. 그래서 당시 많은 자녀들의 숫자는 많은 양식과 돈의 분배를 얻을 수 있는 유일한 방법이었으며 또한 농업에 종사하는 가족의 구성원이 많을 수록 분배가 많았기 때문에 농업 지역의 인구 수가 비정상적으로 늘었다. 이러한 가족 구성원 수대로 공정한 분배를 원칙으로 하는 공산정책으로 인해 중국인들은 가족의 숫자를 늘리려 하였고 이로 인해 중국의 인구가 늘어난 것이다. 이후 경제개방 정책을 펼쳐 도시에서는 가족 구성원 수대로 분배하는 정책을 줄이게 되었고 1970년대에는 1자녀 정책으로 자녀 수를 제한시켰다. 중국 전체의 인구는 2015년 말에 13억 5,569만 명이었으며, 인구의 절반 이상이 도시에 거주하고 있다. 인구증가율은 0.52%(2010년~2015년)이며 1995년 이후 1% 미만의 낮은 증가율을 지속하고 있다. 1979년부터 인구 억제책으로서 한 부부에 한 자녀라고 하는 정책이 실시되고 있다. 1자녀 가정에는 장려금, 학교에의 우선 입학 등의 혜택이 주어지나, 위반한 자에게는 반대로 벌금이 부과된다. 그러나 농촌 지역에서는 다(多)자녀의 전통적 가치관이 근본적으로 강하여, 정책이 형해화된 지역도 많다. 중위 연령은 37.0세이며 2015년 노인 인구 비율이 9.55%로 고령화 사회에 해당한다. 2040년경에는 65세 이상의 노령 인구가 20%에 달하고, 초고령 사회가 도래하고 있다는 예측도 나오고 있다. 이것을 반영한 것인지, 정부는 2002년 9월 1일에 "인구와 계획 출산법"을 시행하여, 조건부로 1자녀 정책을 완화하였다. :497 중국에서 가장 다양한 민족이 거주하는 성(省)은 서남부의 윈난성(雲南省)으로 35개 민족이 거주하고 있다.
21세기부터 저출산 고령화로 인해 중화인민공화국의 인구는 감소하기 시작했다. 2023년 12월 중국은 인도에 인구대국 1위 타이틀을 빼앗겼다.

### 언어
중국 국내에서 가장 많이 사용하는 공용어인 표준 중국어(普通話)는 세계에서 가장 사용자가 많은 언어이다. 중국은 세계에서 가장 인구가 많으며 이 중 대부분이 중국어를 구사하기 때문이다.
중국어는 여러 가지 방언으로 구성되어 있으며 이는 북방방언(北方方言), 오어(吳語, 상하이어 등), 광둥어(廣東語), 푸젠어(福建語), 객가어(客家語)의 5개로 대별되며 방언들 간에는 서로 의사소통이 되지 않는다. 중국 전 지역에서 통용되는 표준 중국어는 베이징화(北京話)의 발음을 표준음으로 하고 북방어를 기초로 하여 현대백화(現代白話, 구어)의 문장을 문법 규범으로 하고 있다.
중국어를 표기하는 한자는 총 6만 자 가량으로, 그 중 2,500자가 상용한자로 지정되어 있다. 한자 간략화 정책 때문에 중국 대륙에서는 한국어에서 사용되는 한자인 정체자와 다른 간체자(簡體字)가 통상 사용되고 있다.
중국에서는 56개의 소수민족들이 살고 있으나 98%는 중국인 한족(漢族)으로 소수민족의 인구는 매우 적다. 한족(漢族)의 비율이 98%가 되기 때문에 중국은 한족(漢族) 단일 민족으로 봐도 무관하나 신분증 표기에 소수민족과 한족(漢族)의 구분이 되게 표기되어 있으며 중국은 사실상 외국인의 귀화가 불가능하기 때문에 외국인들은 소수민족이 될 수 없으며 원래 살고 있던 매우 적은 인구의 소수민족들이 신분증에 표기되어 있다. 소수민족은 대부분 각 민족 언어와 표준 중국어를 병용한다. 소수 민족 언어로는 좡어, 티베트어, 위구르어 등이 널리 쓰인다. 그중에는 극 소수의 인구인 나시족(納西族)의 동파 문자(東巴文)와 같은 표의 문자도 있다.
표준 중국어와 함께 1990년대 말에 반환된 홍콩에서는 광둥어와 영어를, 마카오에서는 포르투갈어를 공용어로 사용된다.

### 교육
국가 전체의 문맹률은 미국 CIA 조사를 따르면 약 9.1%로, 중간 이하이다. 도시 지역에서는 문맹률이 많이 낮아졌으나 티베트 자치구나 신장 위구르 자치구 등 서부 지방에서는 아직도 문맹률이 높다. 2003년 중화인민공화국 정부는 국민들의 의무 교육 기간을 초등교육의 6년에서 중학교의 9년으로 확대하였다. 학년은 9월에 시작해서 이듬해 7월에 끝난다. 중국에서는 고등학교 수학에서 미적분을 아예 다루지 않고 있는 대신 복소평면과 역삼각함수를 다루고 있다. 또한 중국의 대학 입시는 가오카오라고 부르며, 고급중학(한국의 고등학교에 해당) 3학년 말인 6월 7일과 6월 8일에 치른다. 과목은 어문, 수학, 문과종합, 이과종합, 외국어를 치른다.

### 미디어
2019년 6월 5일 미국 프리덤하우스는 중국의 언론 지수에 최고 점수 4점 중 가장 낮은 점수인 0점을 주었다. 즉 언론의 자유가 전혀 존재하지 않았고 완전히 편향적이라는 것이다.
국영통신으로는 신화통신이 있다. 신화통신은 1931년에 장시성 루이진에서 '홍색중앙통신사'로 처음 발족했고, 1934년에는 대장정에 마오쩌둥과 함께 올랐으며 1937년에는 옌안에서 '신화통신사'라는 이름을 가지게 되었고 현재에 이른다. 이곳은 《인민일보》, 중국중앙방송의 기사를 보내고 있다. 또 이 통신사에서 발간하는 간행물로는 《신화매일전신》, 《참고신문》, 중국신화방송 등이 있는데, 《참고신문》은 주로 공산당원이 많이 읽는다.
중화인민공화국의 대표적인 신문은 《인민일보》로써, 공산당 중앙위원회 기관지이다. 이 신문은 1948년에 창간되었다. 이 신문은 당보인 것처럼 중국공산당의 입장, 정책설명, 당의 공보 등을 발표하고 있으며, 영어판과 한국어 서비스를 비롯해 7개의 외국어판을 발행하고 있다. 이 외에 《해방군보》, 《광명일보》, 《공인일보》를 발행하며, 《중국일보》는 외국인들을 위한 영문판 일간지이다. 외국어판 신문인 《베이징타임스》는 재미있는 기사와 강렬한 천연색 사진을 편집하여 외국인과 중국인에게 많은 인기를 독차지하고 있다.
방송은 국영방송인 중국중앙방송(CCTV)과 베이징 텔레비전, 홍콩스타TV방송 등이 있으며, 중국중앙전시대는 원래 광고편성을 하지 않았으나, 1980년대에 광고를 시작했다. 중국정부에서는 언론을 검열하므로 BBC를 들을 수 없다.

### 환경
중국 각지에서 대기오염, 수질오염, 고형 폐기물, 소음, 사막화, 산성비, 물부족 등의 환경문제가 심각하게 되었다. 1973년에 제1회 전국환경보호회의가 개최된 이래, 환경보전에 대한 조직적 대응이 시작되어, 1979년의 환경보호법(시행) 채택을 계기로 본격화되었다. 1983년에는 환경보전을 기본 국책으로 위상을 높였다. 1988년에 환경보호법이 수정되어 오염물질을 배출하는 기업에게 벌칙이 강화된 이외에, 1997년의 형법 개정으로 자원환경파괴죄가 신설되었다. 또한 1998년의 국무원 개혁으로 1984년에 설치되었던 국가환경보호국이 국가환경보호총국으로 격상되었고, 2008년 3월에는 환경보호성으로 승격되었다. 이러한 대책에도 불구하고, 환경문제는 의연히 악화경향에 있다. 이것은 환경개선에의 기술적, 자금적인 문제도 있으나, 환경보호단체를 비영리단체로서 조직하는 것이 일부 규제되고 있는 등, 일반시민에게 환경보전의식이 침투하기 어렵다고 하는 정치체제에 기원하는 것도 크다. :497

## 사회문제 및 국제문제

### 인권문제
외국 정부들, 언론, NGO는 중국의 낮은 인권 점수를 비판해오고 있다. 또한 법정재판 없이 가해지는 형벌, 강제 낙태, 강제 자백, 고문, 기본권 침해, 사형제 남용 등도 주 비판 대상이다. 정부는 경찰력과 군대를 동원하여 대규모 대중 시위를 차단하며, 가장 대표적으로 1989년의 천안문 사건과 같이 ‘사회 안정’에 위협이 될 것이라고 생각되는 요소들은 모두 빠르게 제거한다. 톈안먼 사건 이후 중화인민공화국 국내에서는 일당 독재 체제에 반대하는 대규모 움직임을 찾아보기 힘들지만, 국외에서는 미국의 화교 매체인 대기원시보가 중국공산당을 비판하는 사설 ‘구평공산당(九評共産黨)’을 발표하는 등의 민주화 요구 운동이 지속되고 있다. 2010년 중화인민공화국의 반체제 인사 류샤오보가 노벨 평화상 수상자로 선정되어 중국 정부가 반발하기도 했다.
중국의 민주화 운동가, 사회적 활동가들, 그리고 공산당 일부 개혁파 인사들은 중국이 정치적, 사회적, 문화적인 개혁을 거쳐야만 한다고 믿는다. 1990년대부터 중국은 경제적으로는 크게 정부의 통제가 풀리고 개인의 자유가 허가되었으나, 정치적, 사회적, 문화적인 자유는 아직까지도 극히 제한되어 있다. 중화인민공화국의 헌법에는 시민들에게 주어진 ‘기본권’에 발언의 자유, 언론의 자유, 공정한 재판을 받을 자유, 종교의 자유, 평등한 투표권, 재산권 등이 포함되어 있다. 그러나 실제로 이러한 법률 조항들은 정부의 강력한 권력 앞에서는 제대로 효력을 발휘하지 못한다. 또한 인터넷 상에서도 정기적인 검열을 통하여 시민들의 발언을 엄격히 통제하며, 여론을 조작하는 경우도 부지기수이다. 2020년까지 중국 중앙정부는 시민들에게 각각 ‘사회신용평가점수’를 부여하여 그들의 행동을 평가하는 제도를 도입하기로 하기도 하였다. 사회신용평가제는 이미 여러 중국 도시들에서 실행되고 있는데, 외국 전문가들은 이를 빅데이터 분석을 활용하여 대규모의 사람들을 효과적으로 감시할 수 있는 방법의 일환이라고 평가한다.
1992년부터 공공에 전파되기 시작한 종교 운동 파룬궁은 세를 급격히 확장하여 1999년에 7천만 명에 달하는 수련자들을 거느리고 있었다. 허나 중국 정부는 얼마 지나지 않아 파룬궁 탄압을 시작하였고, 대규모로 수련자들을 체포하였으며 초법적인 권한으로 형벌 집행을 하고 고문과 죽음에 대한 보도를 엄금하였다.
2016년 세계노예지수는 중국에서 전체 인구의 0.25% 즉 380만 명보다 많은 사람들이 검열, 강제 결혼, 아동 노동, 국가 주도하의 강제 노동 등으로 인하여 ‘현대 노예와 비슷한 상태’와 살고 있다고 평가하였다. 국가 주도의 강제 노동은 공식적으로 2013년에 폐지되었으나, 몇 십년 동안 다양하게 이루어진 강제 노동 정책이 제대로 폐지되었는지에 대해서는 정확히 알려진 바가 없다. 중국의 감옥 시스템에는 로개(劳改) 제도라고 불리는 노동 수용소, 재교육 캠프 등이 교화 목적으로 포함되어 있는데, 미국에서 조사한 결과 이 과정에서 비민주적인 절차와 인권 탄압이 발생하고 있다고 전했다.
국제적으로 조사된 연구 결과에 의하면, 중국에서 사형수를 대상으로 벌어지는 장기 적출도 심각한 상황이라 추측된다. 2019년에 400개가 넘는 장기이식 관련 논문들에 논문의 철회가 요구되었는데, 이는 논문에 사용된 장기들이 감옥 수감자들에게서 불법으로 떼온 것이라는 의심이 있었기 때문이다. 이 연구원에서는 주로 이 장기들이 사형당한 양심수들에게서 거두어진다고 주장하기도 하였다.

### 소수민족 문제
중화인민공화국은 1950년대 초에 합병한 티베트에서 인권과 독립운동을 탄압하고 있는 것에 관해 계속적인 비난을 받고 있다. 정부는 티베트 영토 내에서 과도한 공권력을 행사하고 종교 모임의 금지 등을 통하여 사람들의 결집을 막고 있다고 비판받는다.
중국의 신장 위구르 자치구에 살고 있는 최소 1백만 명에 이르는 위구르 무슬림들은 대규모 집단 수용소에 갇혀 ‘사회 재교육 프로그램’을 이수하도록 강요받고 있다고 전해진다. 이 재교육 프로그램에서 수감자들은 자신의 국적, 정체성, 종교적 신념 등을 다시 재교육받아 중국 정부가 원하는 방식으로 개조된다. 2019년 1월, UN은 한 패널이 이 수용소에 110만 명에 달하는 위구르족, 소수 민족들이 갇혀 있다는 주장을 한 이후에 수용소들에 대한 직접적인 감사를 요구하였다. 정부는 신장에 대한 보도를 하는 것도 차단하고 있는데, 주로 자국 내에 있는 기자들의 가족들을 인질로 삼는 방법을 주로 사용한다.

### 언론 검열
중국공산당은 독재 체제에 반대하는 언론 및 표현의 자유를 탄압한다는 비판을 받고 있다. 현대에는 금순공정 또는 황금방패로 불리는 대규모 인터넷 차단으로 천안문 사태, 티베트 독립운동 등 체제에 반하는 정보들을 검열하고 사용자들의 개인정보를 침해하고 있다.

### 인구문제
인구 과잉 문제는 중국 정부의 오래된 문제로 과거부터 출생의 통제 정책 등이 이루어져 왔다. 또한 이에 관해 2018년 임신중절을 전면 합법화하는 정책이 통과되었으며, 중국의 ‘부녀권익보장법’에 따라 임신중단수술을 하는 여성의 건강과 안전을 국가가 보장하도록 의무화하였다. 또 남편은 임신중단수술 후 6개월 이내에는 이혼소송을 제기하지 못하도록 한다. 한편 21세기에 들어 저출산 및 고령화 문제가 진행됨에 따라 출산 통제 정책을 약화시키고 있다.

## 환경문제
중화인민공화국은 급격한 경제성장으로 환경오염 우려가 크고 또한 사막에서 날라오는 황사와 합쳐져 환경문제가 가장 심한 국가이기도 하다.

## 문화
전통적으로는 부계 중심의 가족, 확대 가족이며 조상 숭배를 강조한다. 아들의 출산을 통해 가족의 혈통을 계승하려 한다. 효도를 중시하며, 결혼은 가문의 관심사이자 대(代)를 잇는 것이라고 생각한다. 현재는 핵가족화 추세이나 농촌은 대가족 제도를 계속 유지한다. 연애 결혼과 중매 결혼이 공존하며, 가족 중심적이고 이혼율이 증가 추세에 있다. 그러나 다른 나라들보다는 낮은 편이다. 만리장성이나 자금성 등의 유네스코 세계문화유산 문화재가 중국 영토 곳곳에 많이 존재하고 있다. 설날, 청명, 노동절, 현충일, 단오, 추석, 중화인민공화국 국경절 등에 연휴가 있으며 대체평일제를 시행하고 있기 때문이다. 이는 영토가 넓은 대신 비행기 등을 이용할 능력이 되는 사람이 적어서 고향 방문이나 여행에 많은 시간이 소요되기 때문에 연휴를 길게 하는 대신 주말근무로 대체하는 방식을 택하고 있다.
중국 문화는 고대 이래 유교에 의해 지대한 영향을 받아왔다. 한나라부터 왕조기 내내 관리가 되는 가장 주된 방법은 학문을 통한 과거제였다. 이 때문에 중국 사회에서는 문학과 글에 대한 동경이 두드러졌으며, 이 때문에 서예, 시, 그림과 같은 문학적 예술들이 춤이나 연극같은 것들보다 더 고급스러운 예술이라는 인식이 일어나게 되었다. 중국 문화는 주로 왕조기부터 내려온 전통의 영향을 받아 시험과 능력주의가 크게 평가받는다.
중화인민공화국의 초기 지도부는 청나라 시기에 태어났으나, 공산주의를 접하며 혁명적인 사상들에 크게 영향을 받았다. 이들은 전통적이고 폐쇄적인 사상들을 배격하고 가족과 순종의 태도는 유지하는 동시에 지주세, 성차별주의, 유교식 교육 등을 타파하려 노력하였다. 어떤 학자들은 중화인민공화국이 전통적인 중국 문화를 잘 지켜왔다고 주장하기도 하나, 상당수의 학자들은 1960년대에 일어난 문화대혁명으로 유구한 역사를 자랑하던 중국 전통문화가 ‘봉건의 잔재’, 혹은 ‘퇴폐적이고 해롭다’라고 평가받아 대규모로 파괴되었다고 주장한다. 또한 유교, 문학, 예술, 경극과 같은 전통문화들은 공산당의 입맛에 맞는 방식으로 변질되었으며, 외국 미디어나 정보에 대한 접촉은 엄격하게 제한되고 있다.
현대 중화인민공화국 정부는 내부 결집과 정통성 확보를 위해 옛 전통들을 대거 부활시키고 있다. 특히 국가주의, 민족주의가 대두하고 문화대혁명이 끝나자, 다시 전통문화에 대한 관심이 높아져 옛 문화들이 다시 되살려진 것이다. 현재 중국은 세계에서 3번째로 사람들이 많이 찾는 국가이며, 2010년에만 5,570만 명에 달하는 방문객들을 맞아들였다. 게다가 막대한 인구로 인하여 국내 여행 수요도 가지고 있는데, 2012년 10월에 7억 4천만 명에 달하는 중국인들이 연휴 기간을 맞아 자국 내를 여행하였다고 전해졌다.

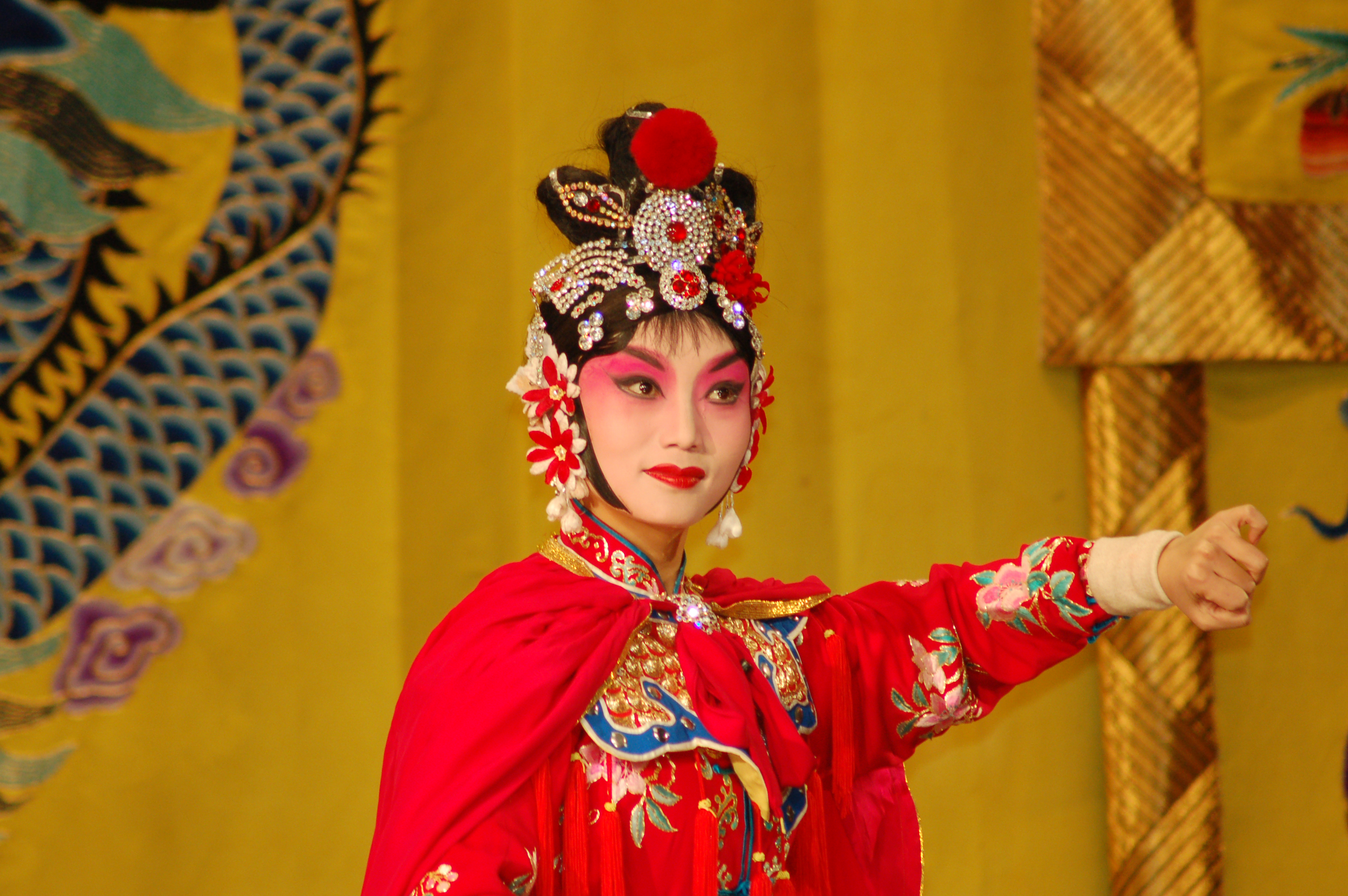
경극

### 문학
중국 문학은 옛 주나라 시절까지 거슬러 올라간다. 중국 고전 문학에는 여러 사상들과 달력, 병법, 천문학, 약초학, 지리학 등 여러 귀중한 문화들이 담겨 있다. 가장 유명한 책들에는 주로 역경, 서경, 사서오경 등이 있는데, 주로 춘추전국시대에 공자와 같은 사상가들이 남긴 유산들을 정리해놓은 책이다. 중국의 시가는 주로 시경에서부터 시작되어 당나라 시기에 크게 번성기를 맞았는데, 이백과 두보와 같은 당대의 명시인들이 사랑과 현실주의를 사실적으로 묘사하였다. 중국의 역사학은 서경에서부터 시작하여, 명나라 대의 이십사서까지 내려오며 주로 중국의 신화와 민화까지도 모두 써놓았다. 고전문학은 주로 수호전, 삼국지연의, 서유기, 금병매와 같은 소설들이 주로 인기를 끌어 통칭 사대기서라고 불린다. 이 문학들은 현대까지도 재창조, 재해석되어 내려오며, 동아시아의 문화의 뼈대를 이루고 있다.
청나라 말기의 계몽기에, 중국은 백화문이라 불리는 새로운 문학 형식이 등장하였으며 루쉰이나 후스와 같은 거장들이 나타나 현대 문학의 길을 열었다.

### 의상
중국 전통의상에는 여러가지가 있다. 여성전통의상인 치파오가 있다.

### 요리
중국 요리는 수 천년에 걸친 역사와 다양한 식생으로 인하여 세계에서 가장 풍요로운 조리법과 재료로 유명하다. 크게 쓰촨 요리, 광둥 요리, 산동 요리, 장쑤 요리, 푸젠 요리, 후난 요리, 안후이 요리, 저장 요리로 8가지로 나뉜다. 이 모든 요리들은 모양, 열, 색감, 향신 등이 적절하게 배합되어 있으며, 중국 전통 약학에 기반하여 맛과 함께 건강도 함께 갖추고 있다. 보통 중국의 주식은 남부에서 나는 쌀이고, 북부에서는 밀로 만든 빵이나 면을 주로 먹는다. 현대 중국인들의 주식은 대부분 곡물과 간단한 채소류, 그리고 특별한 경우에는 고기도 먹는다. 또한 콩으로 만든 요리들도 크게 인기를 끌고 있는데, 두유나 두부 등이 유명하며 주 단백질 공급원으로 사용된다. 중국에서 가장 대중적인 고기류는 돼지고기이며, 국가 전체 고기 소비의 4분의 3 가량을 차지하고 있다. 돼지고기가 육류 시장에 압도를 점하고 있기는 하다만, 중국에는 불교를 믿는 채식주의자용 식단과 이슬람교를 믿는 할랄용 음식들도 있다. 남부 지방의 음식들은 해양 근접성과 온화한 날씨 덕에 해산물 종류가 풍부하며 채소도 더 많이 사용한다. 반대로 북부에서는 곡물에 기반한 요리들을 주로 만들어 먹는다. 이처럼 다양한 요리들은 국제화시대에 다양한 외국 문화들과 결합하여 홍콩 요리나 미국식 중국 요리와 같이 혼합한 요리 문화를 창조하고 있기도 하다.

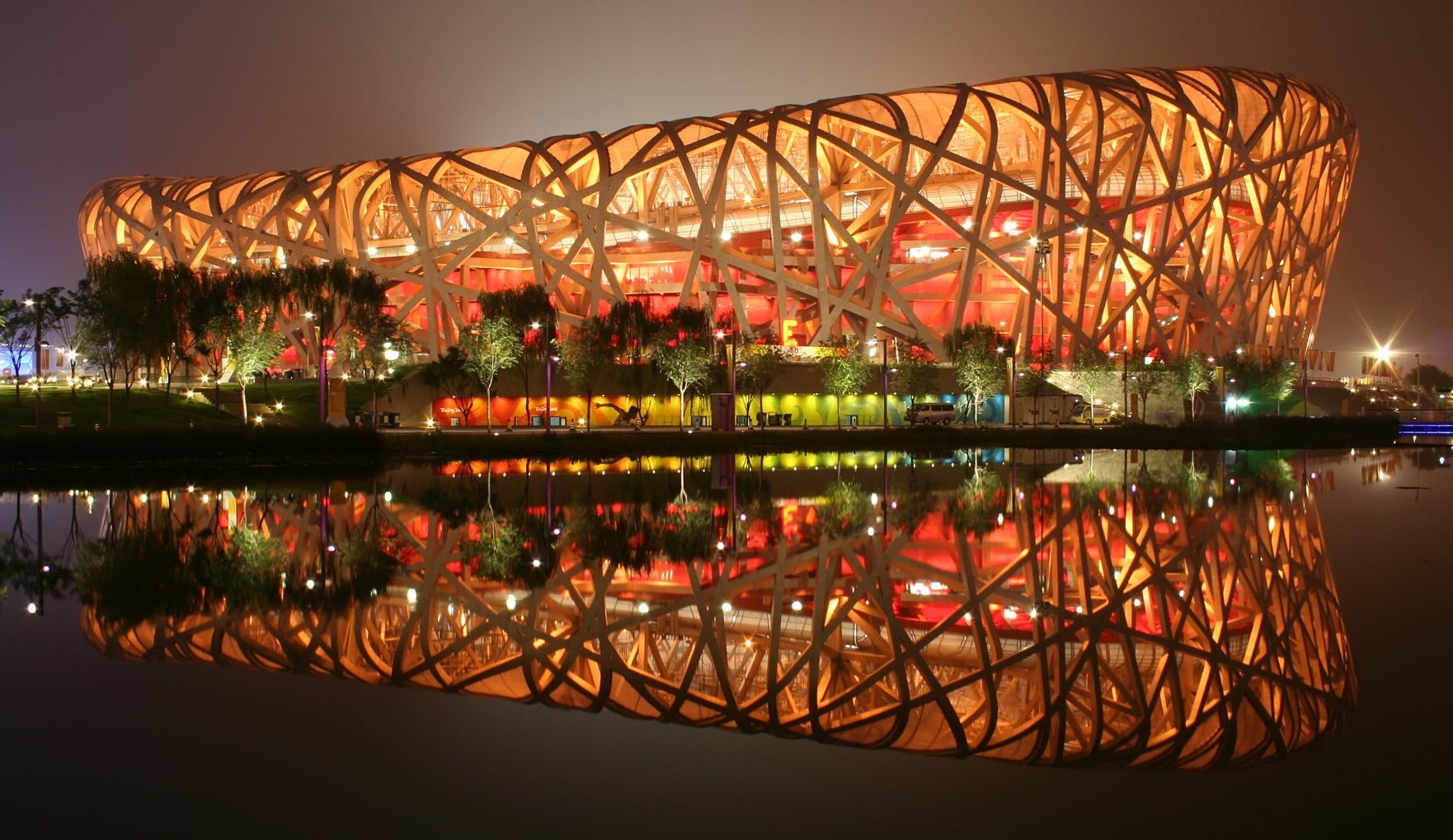
베이징 국제경기장

### 스포츠
중국은 세계에서 가장 오래된 스포츠 문화를 지닌 나라들 중 하나이다. 궁술은 서주 시대부터 전래되어왔다는 기록이 있으며, 검술과 축국 등도 고대부터 활발히 이루어졌다. 참고로 축국은 후대에 발전되어 중국식 축구와 비슷하게 변형되었다.
중국에서는 신체 단련을 중요시하는데, 이 때문에 현대까지도 기공이나 태극권이 활발히 대중들 사이에서 단련되고 있으며 전국적으로 관련 모임들이 성업 중이다. 현재 가장 많은 인기를 끌고 있는 스포츠 종목은 농구로, 중국 농구 연맹과 미국 NBA는 깊은 관계를 맺고 있으며 이젠롄이나 야오밍 같은 선수들이 인기가 많다. 중국의 프로 축구리그인 중국 슈퍼리그는 1994년에 시작되었으며, 아시아에서 가장 거대한 축구 시장이다. 그 외에 대중적인 스포츠는 무술, 탁구, 배드민턴, 수영 등이 있다. 보드게임의 경우 장기, 마작, 최근의 경우에는 체스 등이 유명하며, 전문적인 대회도 있다. 또한 자전거도 매우 인기가 많은데, 2012년에만 4억 7천만 개의 자전거가 보급되어 있었다고 전한다. 또한 전통적으로 전해져내려오는 용선 경주, 몽골식 레슬링, 경마도 매우 유명하다.
중국은 1932년 이래 올림픽에 계속 참가해왔으나, 다만 중화인민공화국으로 참가한 것은 1952년부터이다. 중국은 베이징에서 2008년 올림픽을 개최하였으며, 51개의 금메달을 따내며 참가국들 중 최다 금메달 수를 기록하는 영예를 안았다. 중국은 2012년 패럴림픽에서도 95개의 금메달을 포함한 231개의 메달을 따내며 가장 많은 메달을 따냈고, 2011년에는 선전에서 2011년 여름 유니버시아드를 개최하였다. 중국은 2013년 동아시아 게임을 텐진에서 개최하였으며 난징에서는 2014년 하계 청소년 올림픽을 열었다. 베이징과 인접 도시는 2022년 동계 올림픽을 개최했으며, 이로서 베이징은 처음으로 하계 올림픽과 동계 올림픽을 모두 개최한 도시가 됐다.

## 종교
| 종교구성 (중화인민공화국) | 종교구성 (중화인민공화국) | 종교구성 (중화인민공화국) | 종교구성 (중화인민공화국) | 종교구성 (중화인민공화국) |
| ------------------------- | ------------------------- | ------------------------- | ------------------------- | ------------------------- |
|                           |                           |                           |                           |                           |
| 무신론 및 민간신앙, 도교  | 무신론 및 민간신앙, 도교  |                           | 87.4%                     | 87.4%                     |
| 불교                      | 불교                      |                           | 30%                       | 30%                       |
| 기독교                    | 기독교                    |                           | 2.3%                      | 2.3%                      |
| 전통종교                  | 전통종교                  |                           | 2.2%                      | 2.2%                      |
| 이슬람교                  | 이슬람교                  |                           | 1.7%                      | 1.7%                      |
| 기타                      | 기타                      |                           | 0.2%                      | 0.2%                      |

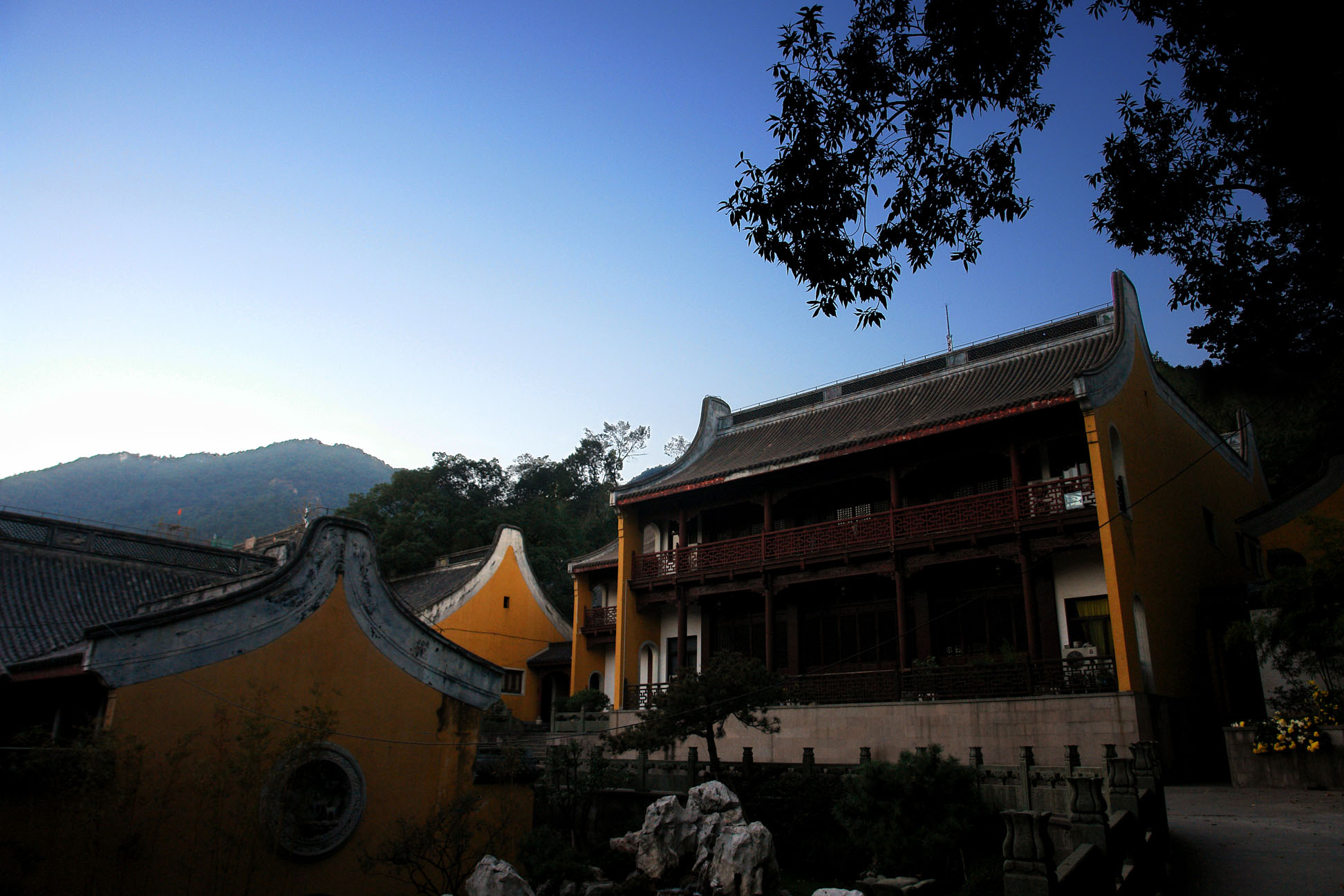
항저우의 영은사(링인쓰)

1982년 제정된 〈공산주의 종교법〉에서 중국 정부는 인민들과의 협조를 위한 공산당원의 종교 활동을 인정하는 등 종교 활동에 대한 자유를 인정하고 있지만, 만 18세 미만 미성년자에 대한 선교 활동을 법으로 금지하고 있으며, 불교, 도교, 이슬람교, 천주교, 개신교 등 5개 제도성 종교(制度性宗教)는 각각 중국불교협회(中国佛教协会), 중국도교협회(中国道教协会), 중국이사란교협회(中国伊斯兰教协会), 중국천주교애국회(中国天主教爱国会), 중국천주교교무위원회(中国天主教教务委员会), 중국천주교주교단(中国天主教主教团), 중국기독교삼자애국운동위원회(中国基督教三自爱国运动委员会), 중국기독교협회(中国基督教协会) 등 8개 관방 종교 단체로 통합되어 있다.
중국 정부의 종교 정책은 자치(自治, 스스로 다스림), 자양(自養, 스스로 키움), 자전(自傳, 스스로 전파시킴)을 중점으로 하는 삼자 정책이라고 하는데, 이는 외세를 배격하는 자치를 중요하게 생각하는 정책이다.

### 천주교
로마 교황청과의 교류가 단절되어 있다. 2006년에는 쉬저우 교구장인 천위룽 주교가 로마 교황청과의 협의없이 천주교 주교 서품을 집전하여 교황청과 갈등을 겪기도 했다.
현재 중국공산당에서 인정하는 천주교 단체는 다음 3개이다.
- 중국천주교애국회(中国天主教爱国会, 약칭 애국회) – 중국공산당의 영도에 따르는 천주교회 단체이다. 1942년부터 중화민국과 외교관계를 가지고 있던 로마 교황청은 국공 내전 이후인 1951년에 중국공산당이 주중 교황사절을 추방하고 천주교회에 대한 통제를 강화하자 중화인민공화국과의 관계는 악화일로에 들었으나, 중국 대륙에서의 천주교 전파를 위해 중국 천주교애국협회의 천주교회에 대한 정책을 존중할 생각이라는 피에트로 삼비 바티칸 대사의 말을 예샤오원 중국 국가종교사무국장이 전하는 등 로마 교황청과의 관계가 어느정도 개선되고 있으며[99] 교황청은 신임 베이징 주교 임명을 승인한 바도 있다. 현재 바티칸 교황청 홈페이지에는 중국어 웹페이지도 개설되어 있다.[100] 하지만 종교의 자유가 없는 중국 내 종교상황에 대한 개선 등의, 중국공산당 정부가 해결해야 할 숙제들도 있다.[99]
- 중국천주교교무위원회(中国天主教教务委员会)
- 중국천주교주교단(中国天主教主教团)

### 개신교
현재 중국공산당에서 인정하는 개신교 단체는 다음 2개이다. 삼자애국운동과 중국기독교협회를 중국기독교양회(中国基督教兩会)로 통칭하기도 한다. 주요 정책 발표 등이 공동의 명의로 이루어지는 경우가 많다.
- 중국기독교삼자애국운동위원회(中国基督教三自爱国运动委员会) - 중국 개신교회는 특정한 교파 구분 없이, 1957년 중국기독교삼자애국운동위원회로 통일되었다. 성공회(聖公會)도 여기에 속해있다.[101]
- 중국기독교협회(中国基督教协会) – 중국 개신교회가 외부와 단절하지 않았다는 뜻으로 현재 세계 교회 협의회(WCC)에서 활동하고 있다.

기독교양회에 속하지 않은 가정교회에서 종교생활을 하는 사람도 많은 것으로 알려져있다. 가정교회는 비공인된 것으로 탄압의 대상이 되기도 하지만, 기독교양회와 마찬가지로 중국에서 발전한 토착적인 교리를 중요시하며, 반외세적인 성격을 띄고 있다. 최근엔 정부에 협력하는 모습도 보이고 있다.
중국 공안부가 사교(邪教)로 지정해 탄압하는 기독교 계열 종교들이 있다. 널리 알려진 단체로는 호함파(지방교회), 전능하신 하나님 교회(동방번개) 등이 있다. 일부 단체는 중국내에서의 탄압을 피하기 위해 지리적으로 가까운 대한민국으로 전도 활동을 하기도 하였다. 중국의 법률은 외국 개신교 단체의 중국 내 선교를 금지하고 있다.

## 같이 보기
- 전국인민대표대회
- 하나의 중국
- 중화민국의 외교
- 홍과 전
- 국가자본주의
- 중화인민공화국의 사상개조(영어판)
- 중화인민공화국의 검열
- 중화인민공화국의 언론매체(영어판)
- 중화인민공화국의 인터넷 검열(금순공정/만리방벽)
- 중화인민공화국의 정치선전(영어판)
  - 환구시보
- 지나

## 참고 자료
- Dumbaugh, Kerry; Martin, Michael F (2009년 12월 1일). Understanding China’s Political System (PDF) (보고서). 2020년 7월 30일에 확인함.

### 정부 기관
- 중화인민공화국 중앙인민정부 공식 홈페이지 (중국어 간체자/번체자, 영어)
- 주 대한민국 중화인민공화국 대사관
- 주 부산 중화인민공화국 총영사관
- 주 광주 중화인민공화국 영사사무실
- (중국어/영어/프랑스어/러시아어/…) 중화인민공화국 외교부 공식 홈페이지
- (한국어) 중국망

### 대한민국
- 주 중화인민공화국 대한민국 대사관
- 국가정보, 중국 (외교통상부)[깨진 링크(과거 내용 찾기)]
- 주 광저우 대한민국 총영사관[깨진 링크(과거 내용 찾기)]
- 주 상하이 대한민국 총영사관
- 주 선양 대한민국 총영사관
- 주 청두 대한민국 총영사관
- 주 칭다오 대한민국 총영사관

### 미국
- 미국 CIA의 중화인민공화국의 자료(영어) 보관됨 2006-06-26 - 웨이백 머신

### 기타
- China Travel Information (영어) 론리플래닛의 정보
- 중국 개요 - 세계선교네트워크의 정보
- 중국에 대하여 모두 투어의 정보 보관됨 2005-11-04 - 웨이백 머신
- 중화인민공화국 신발끈 여행사의 정보 보관됨 2005-02-10 - 웨이백 머신
- 해외정보(중국편) - 하나투어 닷컴